# Alemanha
Alemanha (em alemão: Deutschland), oficialmente República Federal da Alemanha (em alemão: Bundesrepublik Deutschland, AFI: [ˈbʊndəsʁepuˌblik ˈdɔʏtʃlant]  ouça), é um país localizado na Europa Central. É limitado, a norte, pelo mar do Norte, Dinamarca e mar Báltico; a leste, pela Polônia e Chéquia; a sul, pela Áustria e Suíça e, a oeste, pela França, Luxemburgo, Bélgica e Países Baixos. O território da Alemanha abrange 357 021 quilômetros quadrados e é influenciado por um clima temperado sazonal. Com 82,8 milhões de habitantes, em 31 de dezembro de 2015, o país tem a maior população da União Europeia e é também o lar da terceira maior população de migrantes internacionais em todo o mundo.
A região chamada Germânia, habitada por vários povos germânicos, foi conhecida e documentada pelos romanos antes do ano 100. A partir do século X, os territórios alemães formaram a parte central do Sacro Império Romano-Germânico, que durou até 1806. Durante o século XVI, o norte da Alemanha tornou-se o centro da Reforma Protestante. Como um moderno Estado-nação, o país foi unificado pela primeira vez, em consequência da Guerra Franco-Prussiana, em 1871. Em 1949, após a Segunda Guerra Mundial, a Alemanha foi dividida em dois estados, a Alemanha Ocidental, oficialmente "República Federal da Alemanha", e a "Alemanha Oriental", oficialmente República Democrática Alemã, ao longo das linhas de ocupação aliadas. A Alemanha foi reunificada em 1990. A Alemanha Ocidental foi um dos membros fundadores da Comunidade Europeia (CE), em 1957, que, posteriormente, se tornou na União Europeia, em 1993. O país é parte do espaço Schengen e passou a adotar a moeda europeia, o euro, desde quando foi instituído, em 1999.
A Alemanha é uma república parlamentar federal de dezesseis estados (em alemão Länder). A capital e maior cidade do país é Berlim, localizada no nordeste do território alemão. O país é membro das Nações Unidas, da OTAN, G7, G20, da OCDE e da OMC. É uma grande potência com a quarta maior economia do mundo por PIB nominal e a quinta maior em paridade do poder de compra. É o segundo maior exportador e o segundo maior importador de mercadorias. Em termos absolutos, a Alemanha atribui o segundo maior orçamento anual de ajudas ao desenvolvimento no mundo, enquanto está em sexto lugar em despesas militares. O país tem desenvolvido um alto padrão de vida e estabeleceu um sistema global de segurança social. A Alemanha ocupa uma posição-chave nos assuntos europeus e mantém uma série de parcerias estreitas em um nível global. O país também é reconhecido como líder científico e tecnológico em vários domínios.

## Etimologia
O termo "Alemanha" deriva do francês Allemagne — terra dos alamanos — em referência ao povo germânico de mesmo nome que vivia na atual região fronteiriça entre a França e a Alemanha e que durante o século V cruzou o rio Reno e invadiu a Gália Romana. O país também é conhecido por Germânia, que deriva do latim Germania — terra dos germanos.

## História

### Povos germânicos e cristianização da Germânia
Presume-se que a etnogênese dos povos germânicos ocorreu durante a Idade do Bronze nórdica ou, ao mais tardar, durante a Idade do Ferro pré-romana. A partir do sul da Escandinávia e do norte da atual Alemanha, as "tribos" começaram, no século I a.C., a se expandir para o sul, leste e oeste e entraram em contato com os povos celtas da Gália, e também com povos iranianos, bálticos e eslavos. Pouco se sabe sobre a história germânica antes disso, exceto através das suas interações com o Império Romano, de pesquisas etimológicas e de achados arqueológicos.
Por ordens do imperador Augusto (r. 27 a.C.–14 d.C.), o general romano Varus começou a invadir a Germânia (um termo usado pelos romanos para definir um território que começava no rio Reno e ia até os Urais), e foi nesse período que as tribos germânicas se tornaram familiarizadas com as táticas de guerra romanas. Em 9 d.C., três legiões romanas lideradas por Varus foram derrotadas pelo líder querusco Armínio na Batalha da Floresta de Teutoburgo. A quase totalidade do território da atual Alemanha, assim como os vales dos rios Reno e Danúbio, permaneceram fora do Império Romano. Em 100, na época do livro Germânia de Tácito, as tribos germânicas assentadas ao longo do Reno e do Danúbio (a Fronteira da Germânia) ocupavam a maior parte da área da atual Alemanha. O século III viu o surgimento de um grande número de tribos germânicas ocidentais: alamanos, francos, saxões, frísios, anglos, suevos, vândalos, godos (ostrogodos e visigodos), lombardos, e turíngios. Por volta de 260, os povos germânicos romperam as suas fronteiras do Danúbio e expandiram-se às terras romanas.
A partir do ano de 723, o território da Germânia Central foi objeto da pregação do missionário inglês Vinfrido, que adotou o nome latino Bonifácio, com o qual foi canonizado. Ele fundou um célebre mosteiro em Fulda, que se tornou um núcleo de evangelização de vários povos germânicos no país. A conversão dos saxões do norte deu-se apenas durante o Império Carolíngio (início do século IX), ao custo de numerosas expedições militares, pois eles resistiram aos esforços dos missionários. Ali eles adoravam, além dos deuses teutônicos comuns, a Irminsul — tronco que acreditavam sustentar a abóboda celeste. Mesmo vencidos, retomavam as armas e destruíam os mosteiros, numa resistência chefiada sobretudo pelo guerreiro Viduquindo. Com a sua conversão, Carlos Magno pôde afinal dominar sua região, incorporando-a no seu império, e estendendo o padrão cultural romano-cristão à quase totalidade do território correspondente à Alemanha de hoje.

### Sacro Império Romano-Germânico (962-1806)
O império medieval foi criado em 843 com a divisão do Império Carolíngio, fundado por Carlos Magno (r. 768–814) em 25 de dezembro de 800, e em diferentes formas existiu até 1806, estendendo-se desde o rio Eider, no norte do país, até o Mediterrâneo, no litoral sul. Muitas vezes referido como o Sacro Império Romano-Germânico (ou o Antigo Império), foi oficialmente chamado de "Sacro Império Romano da Nação Alemã" (Sacro Romanum Imperium Nationis Germanicæ em latim) a partir de 1448, para ajustar o nome ao seu território de então.
Sob o reinado dos imperadores otonianos (r. 919–1024), os ducados de Lorena e da Saxônia, a Francônia, a Suábia, a Turíngia e a Baviera foram consolidados, e o rei alemão Otão I (r. 936–973) foi coroado Imperador Romano-Germânico dessas regiões em 962. Sob o reinado dos imperadores sálios (r. 1024–1125), o Sacro Império Romano absorveu o norte da Itália e a Borgonha, embora o imperador tenha perdido parte do poder através da Questão das investiduras com a Igreja Católica. Sob os imperadores Hohenstaufen (r. 1138–1254), os príncipes alemães aumentaram a sua influência para o sul e para o leste (Ostsiedlung), territórios habitados por povos eslavos, bálticos e estonianos antes da ocupação alemã na região.
Com o colapso do poder imperial em 1250, devido à constante briga com a Igreja de Roma, fez-se necessário a criação de um novo sistema de escolha do imperador. Criou-se, com a edição da Bula Dourada, o conselho dos sete príncipes-eleitores, que tinham o poder de escolher o comandante do Sacro Império. Durante esse período conturbado, as cidades comerciais se uniram para proteger seus interesses comuns; a mais conhecida delas foi a Liga Hanseática, que reunia poderosas cidades do norte alemão como Hamburgo e Bremen. A partir do século XV, os imperadores foram eleitos quase exclusivamente a partir da dinastia Habsburgo da Áustria.
O monge Martinho Lutero publicou suas 95 Teses em 1517, desafiando as práticas da Igreja Católica e dando início à Reforma Protestante. O luteranismo tornou-se a religião oficial de muitos estados alemães após 1530, o que levou a conflitos religiosos resultantes da divisão religiosa no império, que, por sua vez, geraram a Guerra dos Trinta Anos (1618-1648), que devastou os territórios alemães. A população dos estados alemães foi reduzida em cerca de 30%. A Paz de Vestfália (1648) acabou com a guerra religiosa entre os estados alemães, mas o império estava de facto dividido em numerosos principados independentes. De 1740 em diante, o dualismo entre a Monarquia Habsburgo e o Reino da Prússia dominou a história alemã. Em 1806, o Imperium foi dissolvido como resultado das Guerras Napoleônicas.

### Restauração e a revolução (1814-1871)

Confederação Germânica em 1815

Depois da queda de Napoleão Bonaparte, o Congresso de Viena reuniu-se em 1814, e sua resolução fundou a Confederação Germânica (Deutscher Bund em alemão), a união de 39 estados soberanos.
Desentendimentos com a restauração política proposta pelo Congresso de Viena levaram, em parte, ao surgimento de movimentos liberais, exigindo unidade e liberdade. Estes, porém, foram reprimidos com novas medidas por parte do estadista austríaco Metternich. O Zollverein, uma união tarifária, buscava uma profunda unidade econômica dos estados alemães.
Durante essa época, muitos alemães foram agitados pelos ideais da Revolução Francesa, e o nacionalismo passou a ser uma força mais significativa, especialmente entre os jovens intelectuais. Pela primeira vez, o preto, o vermelho e o dourado foram escolhidos para representar o movimento, tornando-se, mais tarde, as cores da bandeira da Alemanha.

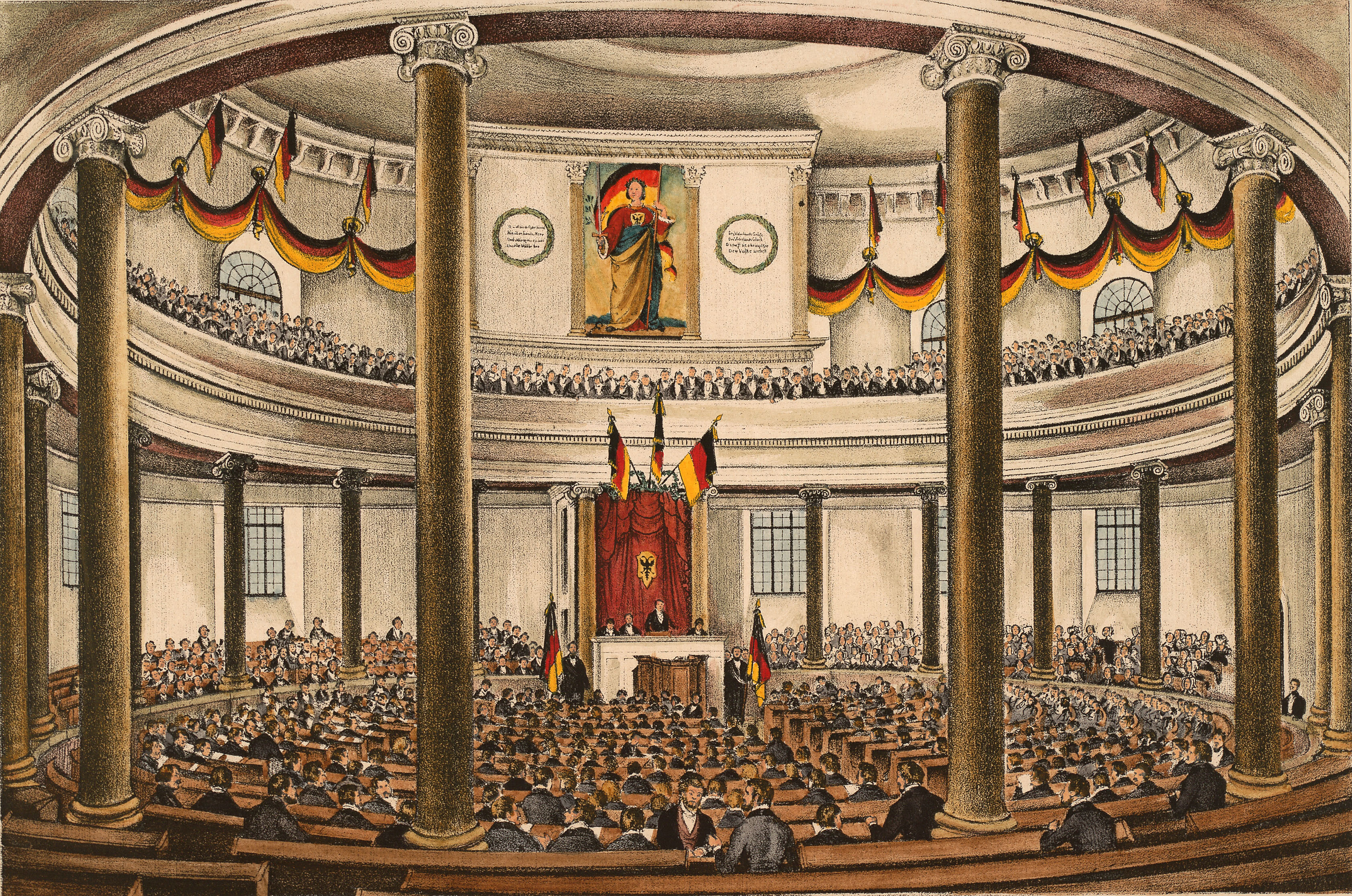
O Parlamento de Frankfurt (1848)

Em função da série de movimentos revolucionários na Europa, que estabeleceram com êxito uma república na França, intelectuais e burgueses começaram a Revolução de 1848 nos Estados alemães. Os monarcas inicialmente aceitaram as exigências dos revolucionários liberais para conter a movimentação popular. Ao rei Frederico Guilherme IV da Prússia (r. 1840–1861) foi oferecido o título de imperador, mas sem poder absoluto. Ele entretanto rejeitou a coroa e a proposta de uma constituição, o que conduziu a um revés temporário no movimento.
O conflito entre o rei Guilherme I da Prússia (r. 1861–1888) e o parlamento cada vez mais liberal foi rompido durante a reforma militar em 1862, quando o rei nomeou Otto von Bismarck o novo Primeiro-ministro da Prússia. Bismarck travou com sucesso uma guerra com a Dinamarca, em 1864. A vitória prussiana na Guerra Austro-Prussiana de 1866 permitiu criar a Confederação Norte-Germânica (Norddeutscher Bund), que excluía a Áustria, ex-líder dos estados alemães, dos assuntos dos estados alemães restantes.

### Império Alemão (1871-1918)
O estado conhecido como Alemanha foi unificado como um moderno Estado-nação em 1871, quando o Império Alemão foi criado, tendo o Reino da Prússia como seu maior constituinte. Após a derrota francesa na Guerra Franco-Prussiana, o Império Alemão foi proclamado no Versalhes em 18 de janeiro de 1871. A dinastia de Hohenzollern da Prússia declarou o novo império, cuja capital era Berlim, até então a capital prussiana.
O império era uma unificação de todas as partes da Alemanha com exceção da Áustria, a chamada Pequena Alemanha (em alemão: Kleindeutschland). A partir do início de 1884, a Alemanha começou a estabelecer diversas colônias fora da Europa, primeiro pela iniciativa privada, depois com aval estatal. Durante esse período, a Alemanha experimentou um grande crescimento econômico, com uma forte industrialização, especialmente das indústrias de mineração, metalúrgica e derivadas das engenharias elétrica, mecânica e química.
No período Gründerzeit, seguinte à unificação da Alemanha, a política externa do imperador Guilherme I garantiu a posição do Império Alemão como uma grande nação europeia por fazer alianças comerciais e políticas com outros países europeus, isolando a França por meios diplomáticos, através de intrincados acordos secretos. Bismarck objetivava, assim, consolidar a unificação, tendo a Rússia por principal aliada.
Mas o imperador Guilherme II (r. 1888–1918), no entanto, como outras potências europeias, tomou um curso imperialista devido ao atrito com os países vizinhos. A maior parte das alianças que a Alemanha fizera não foram renovadas, e as novas alianças das demais potências excluíam o país. Especificamente, a França estabeleceu novas relações com a assinatura da entente cordiale com o Reino Unido e garantiu os laços com o Império Russo. E embora ainda mantivesse seus contatos com a Áustria-Hungria, a Alemanha tornou-se cada vez mais isolada. Teve início o período armamentista, chamado de Paz Armada.
O imperialismo alemão (Weltpolitik) ultrapassou as fronteiras do seu próprio país e se juntou a muitos outros poderes na Europa, que reivindicavam a sua quota na África. A Conferência de Berlim dividiu a África entre as potências europeias. A Alemanha obteve vários pedaços da África, incluindo a África Oriental Alemã, o Sudoeste Africano Alemão, a Togolândia e Camarões.

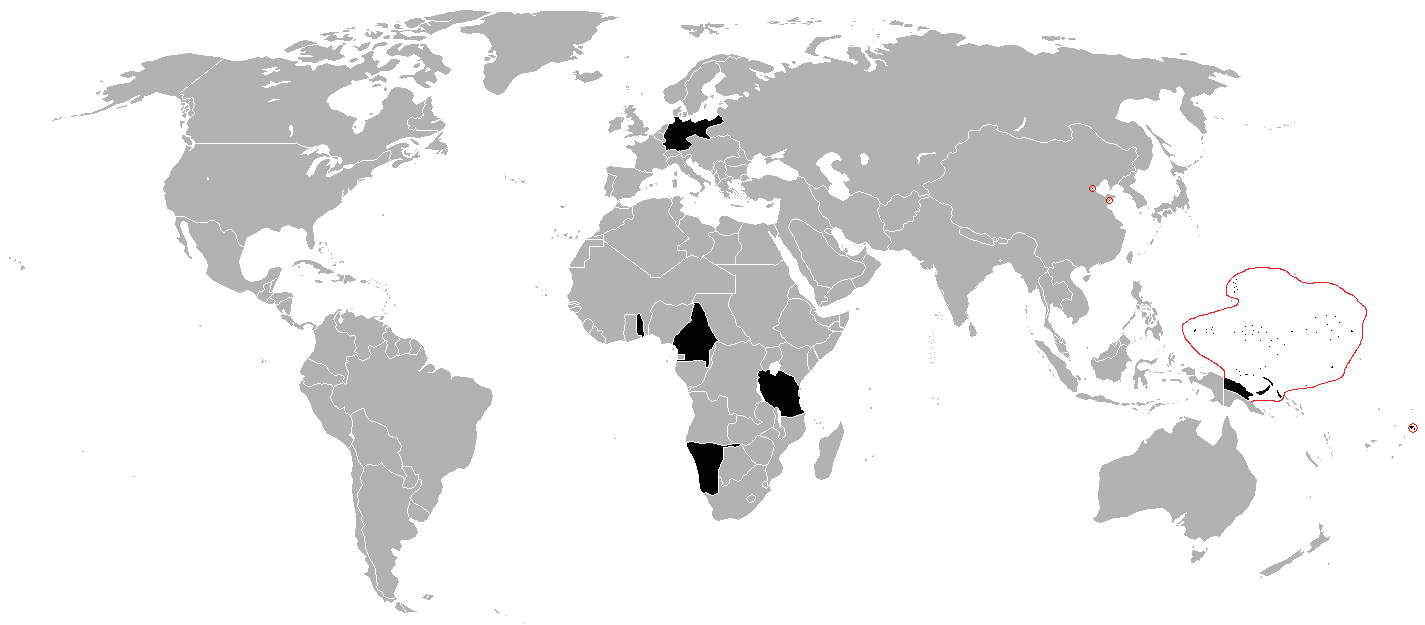
Mapa do Império Colonial Alemão

A partilha da África causou tensão entre as grandes potências, que contribuiu para as condições que levaram à Primeira Guerra Mundial. O assassinato do príncipe herdeiro da Áustria, em 28 de junho de 1914, desencadeou a Primeira Guerra Mundial. A Alemanha, como parte dos Impérios Centrais, foi derrotada pelos aliados num dos mais sangrentos conflitos de todos os tempos. A revolução alemã eclodiu em novembro de 1918, forçando o imperador alemão Guilherme II e todos os príncipes a concordar em abdicar. Um armistício que pôs fim à guerra foi assinado em 11 de novembro, e a Alemanha foi forçada a assinar o Tratado de Versalhes em junho de 1919. A sua negociação, ao contrário da tradicional diplomacia de pós-guerra, excluiu os derrotados dos Poderes Centrais. O tratado foi encarado na Alemanha como uma humilhante continuação da guerra por outros meios, e sua dureza é frequentemente citada como tendo mais tarde facilitado a ascensão do nazismo no país.

### República de Weimar (1919-1933) e Terceiro Reich (1933-1945)

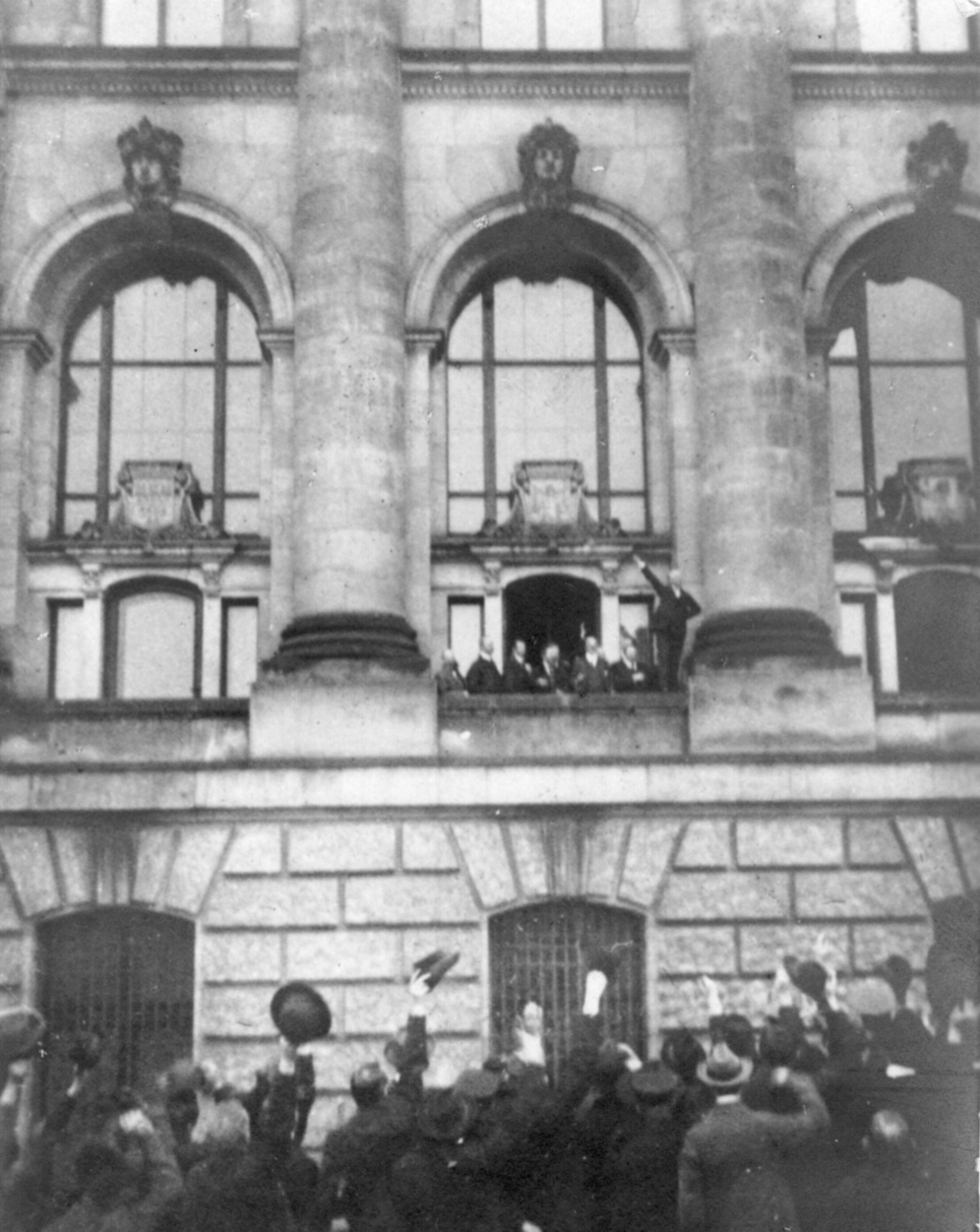
Philipp Scheidemann proclama a República de Weimar no Reichstag

Após o sucesso da Revolução alemã em novembro de 1918, uma república foi proclamada. A Constituição de Weimar entrou em vigor com a sua assinatura pelo Presidente Friedrich Ebert em 11 de agosto de 1919. O Partido Comunista Alemão foi criado por Rosa Luxemburgo e Karl Liebknecht em 1918, e o Partido dos Trabalhadores Alemães, mais tarde conhecido como Partido Nacional Socialista dos Trabalhadores Alemães ou Partido Nazista, foi fundado em janeiro de 1919.
Sofrendo as consequências das duras condições ditadas pelo Tratado de Versalhes e uma longa sucessão de governos mais ou menos instáveis, faltava cada vez mais identificação às massas políticas na Alemanha com seu sistema político de democracia parlamentar. Isso foi agravado por uma ampla disseminação de um mito político pela direita (monarquistas, völkischs, e nazis), a Dolchstoßlegende, que alegava que a Alemanha tinha perdido a Primeira Guerra Mundial devido à Revolução alemã, e não por causa da derrota militar. Por outro lado, os radicais de esquerda comunistas, tais como a Liga Espartaquista, queriam abolir aquilo que eles entendiam como "governo capitalista" e estabelecer um  Räterepublik. Tropas paramilitares foram criadas por diversos partidos, e houve diversos assassinatos por motivos políticos. Os paramilitares intimidavam eleitores e semeavam a violência e a raiva entre o povo, que sofria de uma elevada taxa de desemprego e de pobreza. Depois de uma série de gabinetes frustrados, o presidente Paul von Hindenburg, vendo poucas alternativas e empurrado pelos seus assessores de direita, nomeou Adolf Hitler como Chanceler da Alemanha em 30 de janeiro de 1933.
Em 27 de fevereiro de 1933, o Reichstag foi incendiado. Alguns direitos democráticos fundamentais foram então rapidamente revogados sob um decreto de emergência. Uma Lei de plenos poderes deu a Hitler o governo e o legislativo. Apenas o Partido Social-Democrata da Alemanha votou contra ele; os comunistas não foram capazes de apresentar oposição, pois seus suplentes já haviam sido assassinados ou presos.
A centralização totalitária estadual foi criada por uma série de jogadas e de decretos políticos, tornando a Alemanha um Estado de partido único. Houve queima de livros de autores considerados contra a nação e perseguição a artistas e cientistas, sendo que muitos deles emigraram, principalmente para os Estados Unidos. A indústria foi fortemente regulamentada com cotas e requisitos, a fim de mudar a economia para uma base produtiva de guerra.
Em 1936, as tropas alemãs entraram na desmilitarizada Renânia, e as políticas de apaziguamento do primeiro-ministro Neville Chamberlain se revelaram insuficientes. Entusiasmado, Hitler, a partir de 1938, seguiu adiante com sua política de expansionismo e de estabelecimento da Grande Alemanha, começando em março daquele ano pela Anschluss, a anexação da Áustria. Para evitar uma guerra de duas frentes, Hitler firmou o Pacto Molotov-Ribbentrop com a União Soviética, um pacto que ele mesmo romperia mais tarde em 1941.
Em 1939, as crescentes tensões de nacionalismo, militarismo e questões territoriais levaram os alemães ao lançamento da Blitzkrieg ("guerra relâmpago") em 1 de setembro contra a Polônia, seguido dois dias depois pelas declarações de guerra da Grã-Bretanha e da França, marcando o início da Segunda Guerra Mundial. A Alemanha rapidamente ganhou controle direto ou indireto da maioria da Europa.
Em 22 de junho de 1941, Hitler quebrou o pacto com a União Soviética, abrindo a Frente Oriental e invadindo a União Soviética. Pouco tempo depois, o Japão atacou a base americana em Pearl Harbor, e a Alemanha declarou guerra aos Estados Unidos. Embora inicialmente o exército alemão tenha avançado de forma rápida sobre a União Soviética, a Batalha de Stalingrado marcou uma virada importante na guerra. Depois disso, o exército alemão começou a recuar a Frente Oriental.

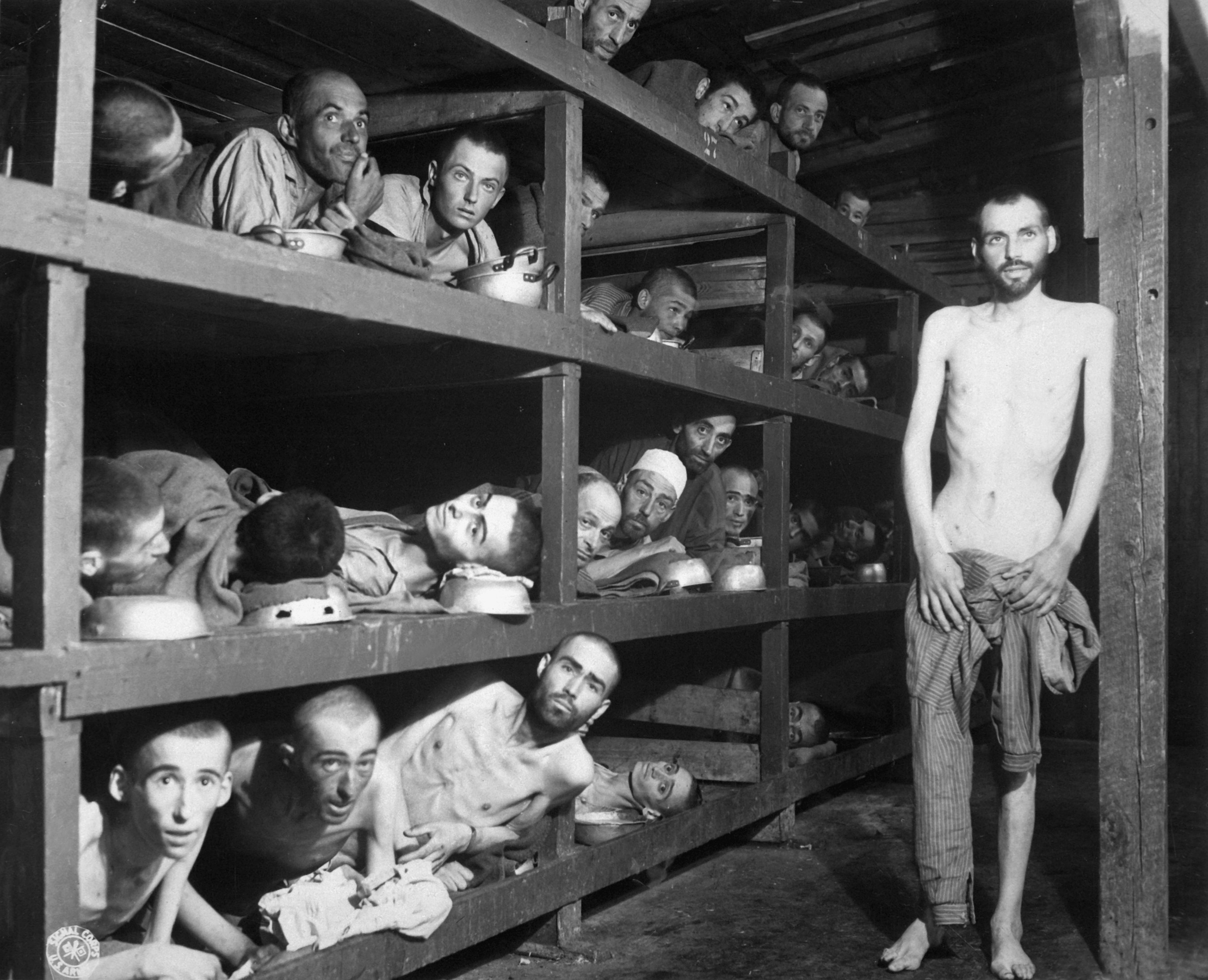
Sobreviventes do Holocausto no campo de extermínio de Buchenwald, 16 de abril de 1945

O Dia-D foi o marco de uma virada importante sobre a Frente Ocidental, quando as forças aliadas desembarcaram nas praias da Normandia e avançaram rapidamente sobre o território alemão. A derrota da Alemanha ocorreu em seguida. Em 8 de maio de 1945, as forças armadas alemãs se entregaram após o Exército Vermelho ocupar Berlim.
No que mais tarde ficou conhecido como o Holocausto, o regime do Terceiro Reich elaborou políticas governamentais que subjugavam diretamente muitas partes da sociedade: judeus, comunistas, ciganos, homossexuais, mações, dissidentes políticos, padres, pregadores, adversários religiosos, deficientes, entre outros. Durante a era nazista, cerca de onze milhões de pessoas foram assassinadas, incluindo seis milhões de judeus e dois milhões de poloneses. A Segunda Guerra Mundial e o genocídio feito pelos nazistas foram responsáveis por cerca de 35 milhões de mortos na Europa.

### Ocupação e divisão (1945-1990)

Ocupação da Alemanha pelos Aliados em 1947, com os territórios a leste da linha Oder-Neisse sob administração polaca ou anexação soviética, além do protetorado de Sarre e a Berlim dividida. A RDA era formada pela Zona Soviética, enquanto a RFA era formada pelas zonas ocupadas pelos aliados ocidentais

A guerra resultou na morte de quase dez milhões de soldados e civis alemães; grandes perdas territoriais, a expulsão de cerca de 15 milhões de alemães dos antigos territórios orientais e de outros países e a destruição de várias grandes cidades. O restante do território nacional e Berlim foram divididos em quatro zonas de ocupação militar pelos Aliados.
Os setores controlados pela França, pelo Reino Unido e pelos Estados Unidos foram fundidos em 23 de maio de 1949 para formar a República Federal da Alemanha (RFA); em 7 de Outubro de 1949, a Zona Soviética constituiu-se na República Democrática da Alemanha (RDA). As duas partes foram informalmente conhecidos como "Alemanha Ocidental" e "Alemanha Oriental", e as duas partes de Berlim como "Berlim Ocidental" e "Berlim Oriental". As partes oriental e ocidental optaram por Berlim Oriental e Bonn como suas respectivas capitais. No entanto, a Alemanha Ocidental declarou que o status de Bonn como sua capital era provisório, a fim de enfatizar a sua convicção de que a instituição de dois Estados alemães distintos foi uma solução artificial status quo que seria necessário superar.
A Alemanha Ocidental, estabelecida como uma república federal parlamentar, com uma "economia social de mercado", tornou-se aliada dos Estados Unidos, Reino Unido e França. O país chegou a se beneficiar de um crescimento econômico prolongado a partir dos anos 1950 (em alemão: Wirtschaftswunder). Ingressou na OTAN em 1955 e foi membro fundador da Comunidade Econômica Europeia, em 1958.
A Alemanha Oriental foi um estado do bloco oriental sob controle político e militar da URSS, através de suas forças de ocupação militar e do Pacto de Varsóvia. Enquanto dizia ser uma democracia, o poder político foi executado exclusivamente pelos principais membros (Politburo) do Partido Socialista Unificado da Alemanha (SED), controlado pelos comunistas. Seu poder foi assegurado pelo Stasi, um serviço secreto de grande dimensão, e por uma variedade de sub-organizações do SED que controlava todos os aspetos da sociedade, tendo um grande número de informantes dentro da própria população.

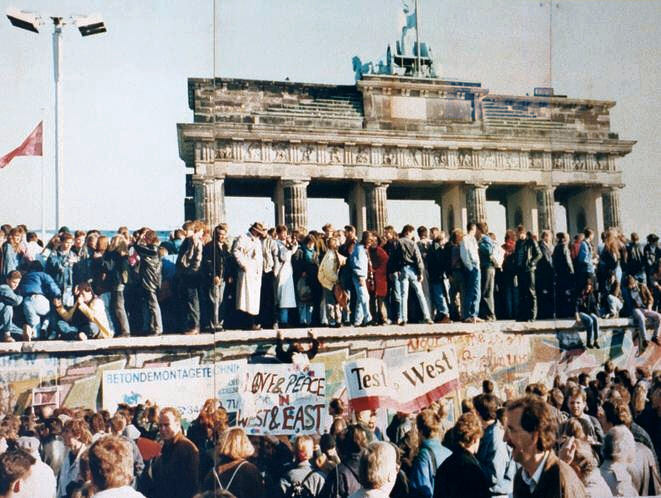
O Muro de Berlim em frente ao Portão de Brandemburgo, logo após a sua queda em 1989

A economia planificada pró-soviética foi criada, e mais tarde a RDA passou a ser um estado do Comecon. Apesar da propaganda da Alemanha Oriental ter sido baseada nos benefícios dos programas sociais da RDA e na alegada ameaça constante de uma invasão por parte da Alemanha Ocidental, muitos dos seus cidadãos olhavam para o Ocidente em busca de liberdade política e de prosperidade econômica. O Muro de Berlim, construído em 1961 para impedir a fuga dos alemães do leste para a Alemanha Ocidental, tornou-se um símbolo da Guerra Fria.
As tensões entre as Alemanha do Leste e do Oeste foram ligeiramente reduzidas no início dos anos 1970 pelo Chanceler Willy Brandt através da sua Ostpolitik, que incluiu a aceitação de facto das perdas territoriais da Alemanha na Segunda Guerra Mundial.

### Reunificação e integração europeia (1990-atualidade)
Em face de uma crescente migração de alemães do leste para a Alemanha Ocidental através da Hungria e de manifestações em massa durante o verão de 1989, as autoridades do Leste alemão inesperadamente facilitaram as restrições nas fronteiras em novembro, permitindo que cidadãos do leste alemão pudessem viajar para o ocidente.

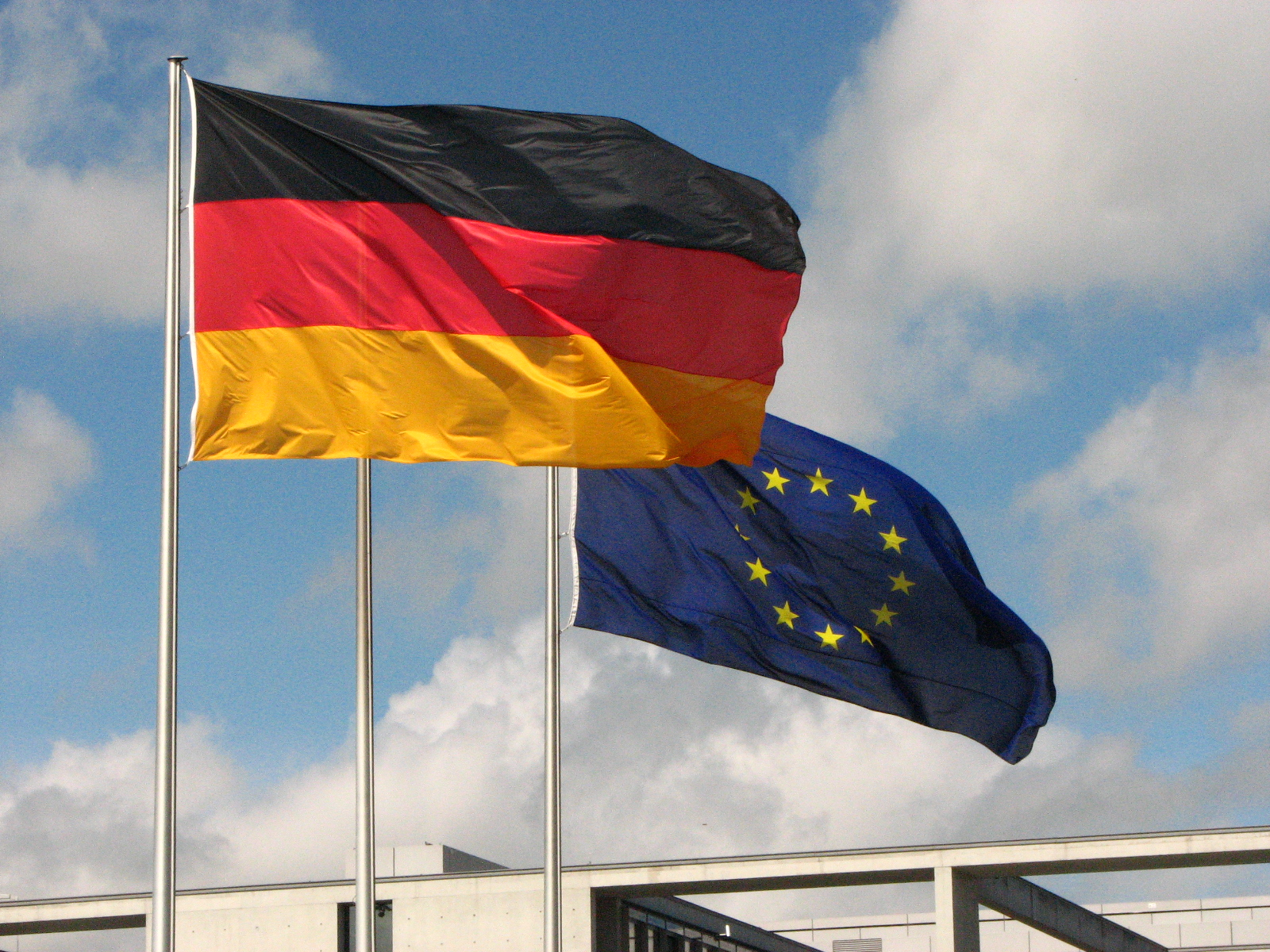
A Alemanha Ocidental foi um dos membros fundadores da União Europeia

Originalmente concebida como uma válvula de pressão para manter a Alemanha Oriental como um Estado, a abertura da fronteira na realidade levou a uma aceleração do processo de reforma na Alemanha Oriental, que finalmente foi concluído com o Tratado Dois Mais Quatro um ano mais tarde, em 12 de setembro de 1990, resultando na reunificação alemã, ocorrida em 3 de outubro de 1990. Segundo os termos do tratado, as quatro potências ocupantes renunciavam aos seus direitos sob o Instrumento da Renúncia, e a Alemanha recuperava a plena soberania do seu território.
Com base na Lei Bonn-Berlim, aprovada pelo parlamento em 10 de março de 1994, Berlim foi escolhida como capital do Estado unificado, enquanto Bonn obteve o status único de Bundesstadt (cidade federal) e reteve alguns ministérios federais.
A mudança do governo foi concluída em 1999.
Desde a reunificação, a Alemanha assumiu um papel mais ativo na União Europeia, assinando o Tratado de Maastricht em 1992 e o Tratado de Lisboa em 2007 e cofundando a Zona Euro. A Alemanha enviou uma força de paz para garantir a estabilidade nos Bálcãs e enviou tropas alemãs para o Afeganistão como parte de um esforço da Organização do Tratado do Atlântico Norte (OTAN) para fornecer segurança naquele país após a derrubada do Talibã.
Nas eleições de 2005, Angela Merkel se tornou a primeira mulher chanceler do país. Em 2009, o governo alemão aprovou um plano de estímulo de 50 bilhões de euros por conta da crise financeira de 2008. Entre os principais projetos políticos alemães do início do século XXI estão o avanço da integração europeia, a transição energética (Energiewende) para um abastecimento de energia sustentável, o "freio da dívida" para manter os orçamentos equilibrados, além de medidas para aumentar a taxa de fertilidade (pronatalismo) e estratégias de alta tecnologia para a transição econômica alemã, resumidas como indústria 4.0. A Alemanha foi afetada pela crise migratória na Europa em 2015: o país acolheu mais de um milhão de migrantes e desenvolveu um sistema de cotas que redistribuiu os migrantes em torno de seus estados federais.

## Geografia

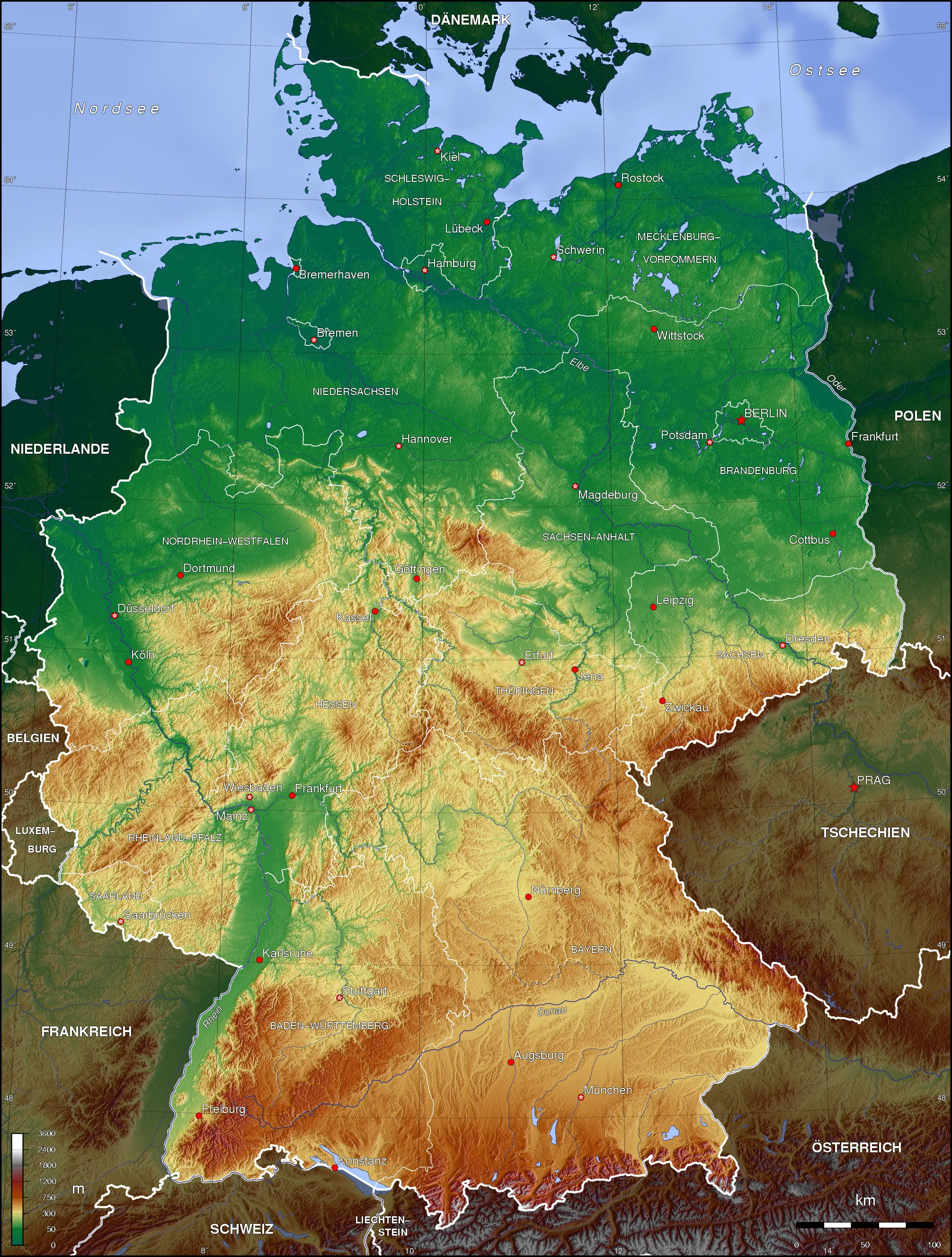
Mapa topográfico da Alemanha

O território da Alemanha cobre 357 021 km², sendo 349 223 km² de terra e 7 798 km² de água. É o sétimo maior país por área na Europa e o 63° maior no mundo. Os pontos extremos ficam nos Alpes ponto mais alto: o Zugspitze a 2 962 m de altitude no sul e na costa do Mar do Norte (Nordsee) no noroeste e o mar Báltico (Ostsee) no nordeste.
Entre os dois está presente a floresta que liga as terras altas do centro às terras baixas do norte (ponto mais baixo: Wilstermarsch a 3,54 m abaixo do nível do mar), que é atravessado por alguns dos maiores rios da Europa como o Reno, Danúbio e o Elba.
Por causa de sua localização central, a Alemanha compartilha fronteiras com mais países europeus que qualquer outro país no continente. Seus vizinhos são a Dinamarca no norte, Polônia e a Chéquia no leste, Áustria e Suíça no sul, França e Luxemburgo no sudoeste e Bélgica e os Países Baixos no noroeste.

### Meio ambiente

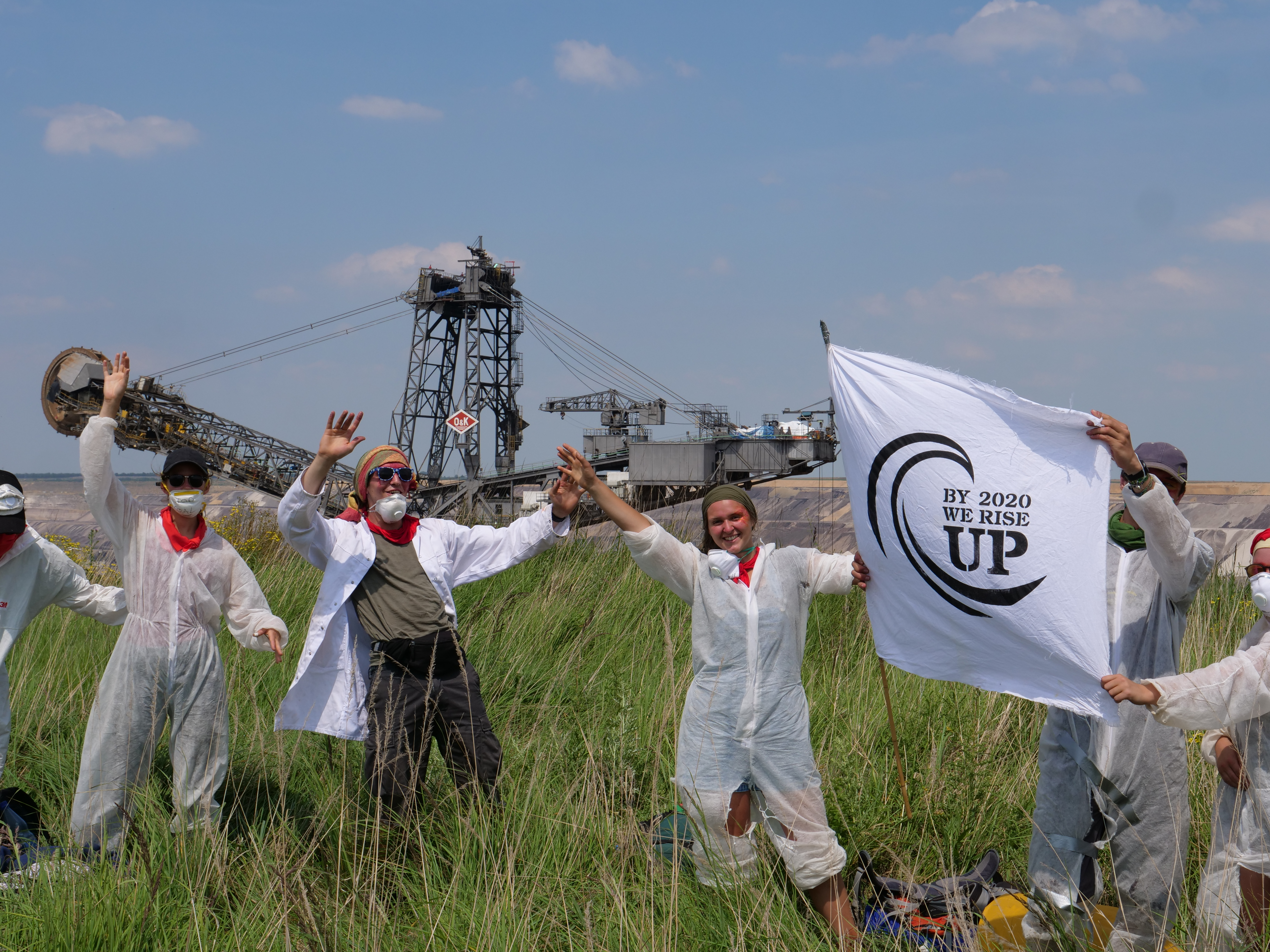
Ativistas protestam na borda de uma mina de lignito perto de Grevenbroich em 22 de junho de 2019

A Alemanha é conhecida pela sua consciência ambiental. Os alemães consideram que o homem é uma das principais causas do aquecimento global. O país está comprometido com o Protocolo de Quioto e vários outros tratados para promover a biodiversidade, os baixos padrões de emissões, a utilização de energias renováveis e apoia o desenvolvimento sustentável a nível global. A taxa de reciclagem doméstica do país está entre as mais altas do mundo - em torno de 65%.
O governo alemão deu início a uma ampla atividade de redução de emissões e as emissões globais do país estão caindo. No entanto, a Alemanha tem uma das mais elevadas taxas de emissões de dióxido de carbono per capita da UE, mas permanece significativamente menor em comparação com a Austrália, Canadá, Arábia Saudita ou Estados Unidos.
Emissões a partir de produção de energia proveniente da queima de carvão e as indústrias contribuem para a poluição do ar. A chuva ácida, resultante das emissões de dióxido de enxofre é prejudicial às florestas. A poluição no Mar Báltico a partir de esgoto bruto e efluentes industriais nos rios na antiga Alemanha Oriental foram reduzidas.
O governo do ex-chanceler Schröder anunciou a intenção de acabar com o uso da produção de eletricidade a partir de energia nuclear. A Alemanha está trabalhando para cumprir o compromisso da UE de identificar áreas de preservação natural de acordo com a diretiva de Flora, Fauna e Habitats da UE. Os perigos naturais são as enchentes fluviais na primavera e vento forte que ocorrem em todas as regiões.

### Clima

Alemanha pela classificação de Köppen-Geiger

Grande parte da Alemanha tem um clima temperado no qual os ventos úmidos ocidentais predominam. O clima é moderado pela Corrente do Atlântico Norte, que é a extensão norte da Corrente do Golfo.
As águas quentes trazidas por essa corrente afetam as áreas litorâneas do mar do Norte incluindo a península da Jutlândia e a área ao longo do Reno, que corre em direção ao Mar do Norte.
Consequentemente no noroeste e no norte, o clima é oceânico; chuvas ocorrem durante todo o ano sendo que o pico ocorre no verão. Os invernos são amenos e os verões frescos, embora as temperaturas possam exceder os 30 °C por períodos prolongados.
No leste, o clima é mais continental; invernos podem ser muito rigorosos, verões muito quentes, e longos períodos de seca já foram registrados. O centro e o sul da Alemanha são regiões de transição que variam entre os climas oceânico moderado para continental. A temperatura máxima também pode exceder os 30 °C no verão.

### Biodiversidade
Fitogeograficamente, a Alemanha é partilhada entre as províncias do Atlântico Europeu e Centro Europeu da Região Circumboreal dentro do Reino Boreal.

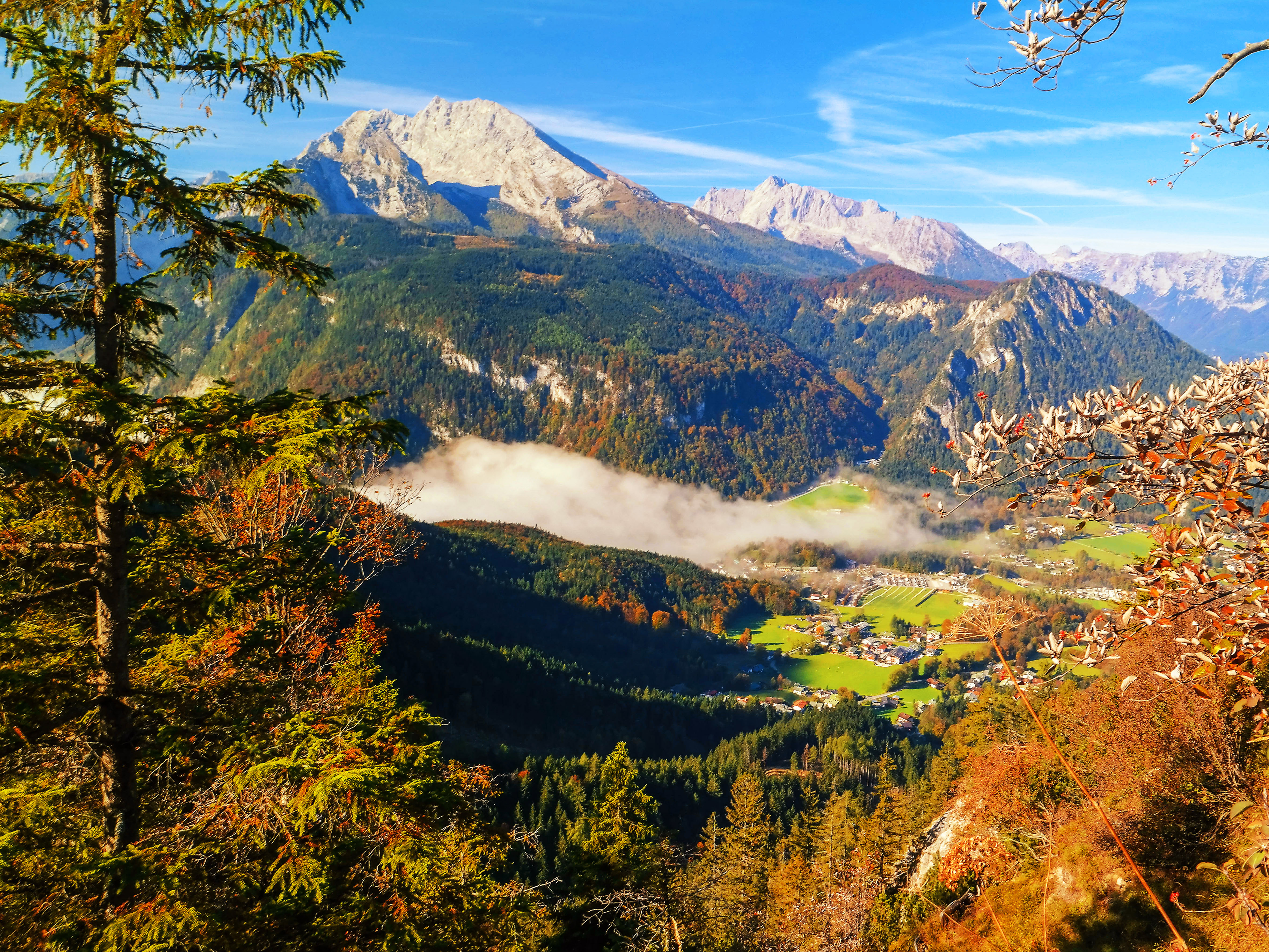
Parque Nacional Berchtesgaden na Baviera

O território da Alemanha pode ser subdividido em quatro Biorregiões: os remanescentes florestais do Atlântico, as florestas mistas Báltico, florestas mistas da Europa Central e as florestas de angiospermas da Europa Ocidental. A maior parte da Alemanha é coberta por terras aráveis (33%) ou florestas e bosques (31%). Apenas 15% do território é coberto por pastagens permanentes.
Plantas e animais são aqueles geralmente comuns para a Europa central. Faias, carvalhos e outras árvores de folha caduca constituem um terço das florestas; coníferas estão aumentando como resultado do reflorestamento. Abetos e pinheiros predominam nas montanhas superiores, enquanto o pínus e larix são encontrados em solo arenoso. Há muitas espécies de samambaias, flores, fungos e musgos. Abundam peixes nos rios e no mar do Norte. Os animais selvagens incluem javalis, veados selvagens, muflão, a raposa, o texugo, a lebre, e um pequeno número de castores. Várias aves migratórias cruzam a Alemanha na primavera e no outono.
A Alemanha é conhecida por seus muitos jardins zoológicos, parques nacionais, parques de animais selvagens, aquários e parques de aves. Mais de 400 zoológicos e parques de animais registrados operam na Alemanha, que se acredita ser o maior número em qualquer país do mundo. O Zoologischer Garten Berlin é o mais antigo jardim zoológico na Alemanha e apresenta a mais completa coleção de espécies no mundo.

## Demografia

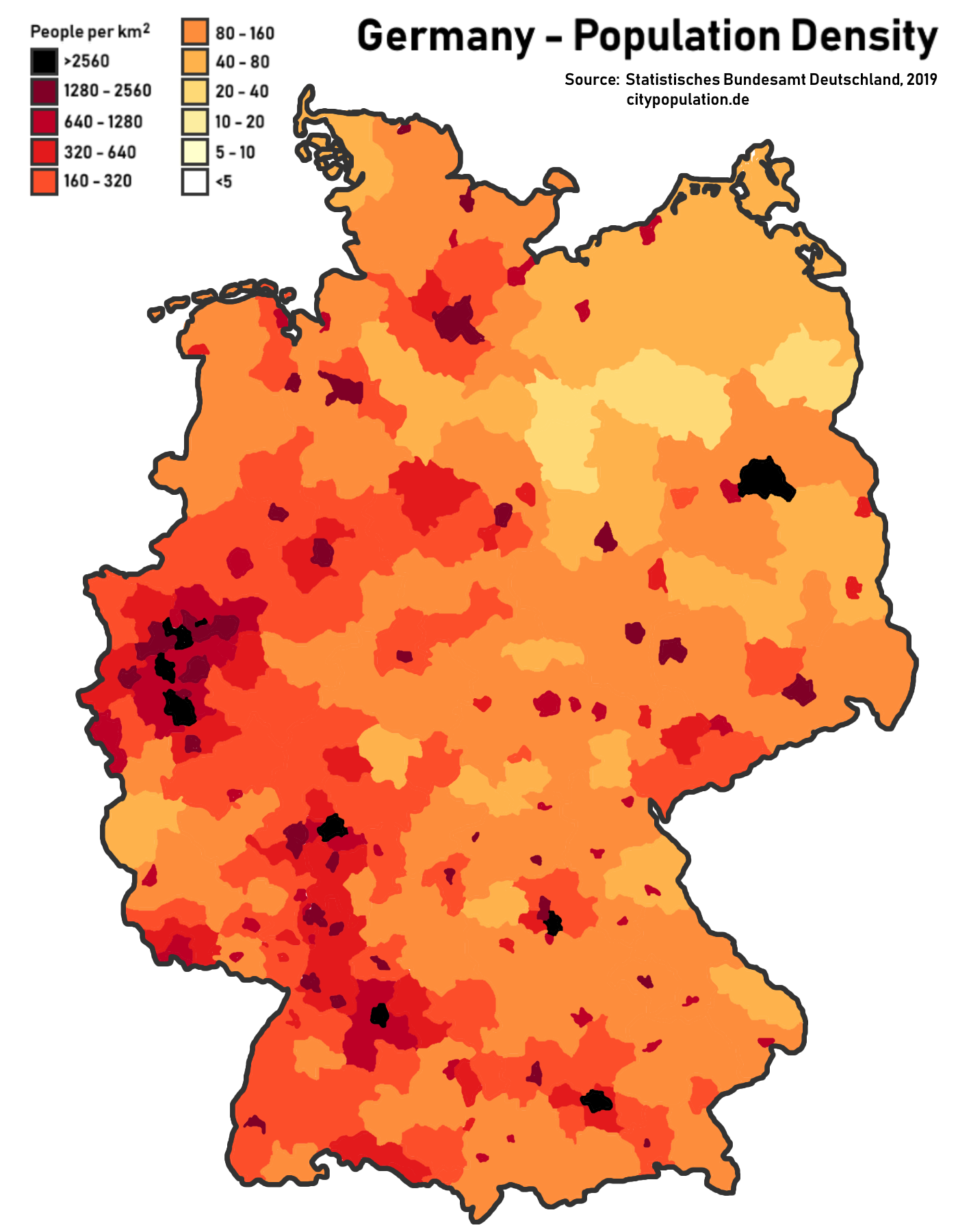
Densidade populacional por distrito alemão (2019)

Com uma população de 80,2 milhões de acordo com o censo de 2011, aumentando para 83,1 milhões em 2019, a Alemanha é o país mais populoso da União Europeia, o segundo país mais populoso da Europa, depois da Rússia, e décimo nono país mais populoso do mundo. Sua densidade populacional é de 227 habitantes por quilômetro quadrado. A expectativa geral de vida na Alemanha ao nascer é de 80,19 anos (77,93 anos para homens e 82,58 anos para mulheres).
A taxa de fertilidade de 1,41 filhos nascidos por mulher (estimativas de 2011) está abaixo da taxa de reposição de 2,1 e é uma das taxas de fertilidade mais baixas do mundo. Desde a década de 1970, a taxa de mortalidade na Alemanha excedeu sua taxa de natalidade. No entanto, a Alemanha está testemunhando um aumento nas taxas de natalidade e de migração desde o início da década de 2010, particularmente um aumento no número de migrantes com alto nível de escolaridade. A Alemanha tem a terceira população mais velha do mundo, com uma idade média de 47,4 anos. Um grande número de pessoas com completa ou significativa ascendência alemã também é encontrado nos Estados Unidos (50 milhões), Brasil (5 milhões) e no Canadá (3 milhões).
Quatro grupos consideráveis de pessoas são chamados de "minorias nacionais" porque seus ancestrais viveram em suas respectivas regiões durante séculos: Há uma minoria dinamarquesa no estado mais ao norte de Schleswig-Holstein; os sorábios, uma população de eslavos, estão na região de Lusácia da Saxônia e Brandemburgo; os ciganos e os sinti vivem em todo o país; e os frísios estão concentrados na costa oeste de Schleswig-Holstein e na parte noroeste da Baixa Saxônia.
A homossexualidade na Alemanha é legal e socialmente aceita. Uniões civis têm sido permitidas desde 2002. Em 2017, o casamento entre pessoas do mesmo sexo foi legalizado no país, bem como a adoção de crianças. As duas maiores cidades alemãs, Berlim e Hamburgo, já elegeram prefeitos que eram abertamente gays.

### Aglomerados urbanos
A Alemanha tem um grande número de cidades grandes, sendo as mais populosas Berlim, Hamburgo, Munique, Colônia, Frankfurt am Main e Estugarda (Stuttgart). De longe a maior conurbação é a Região do Reno-Ruhr, que inclui Dusseldórfia (Düsseldorf) e cidades como Colônia (Köln), Essen, Dortmund, Duisburgo, e Bochum.

### Imigração
Em dezembro de 2004, por volta de sete milhões de cidadãos estrangeiros estavam registrados na Alemanha, e 19% dos residentes do país eram de fora ou tinham ascendência estrangeira. Os jovens têm mais probabilidade de serem de ascendência estrangeira que os mais velhos. 30% dos alemães com quinze anos ou menos tinham pelo menos um dos pais que tinha nascido fora da Alemanha. Nas grandes cidades, 60% das crianças com cinco anos ou menos tinham pelo menos um dos pais nascido fora do país. O maior grupo (2,3 milhões) vem da Turquia, e a maioria do resto vem de países europeus como Itália, Sérvia, Grécia, Polônia, Rússia, Ucrânia e Croácia.
O Fundo das Nações Unidas para Atividades Populacionais lista a Alemanha como a casa do terceiro maior número de migrantes internacionais em todo mundo, 5% ou 10 milhões de todos os 191 milhões de migrantes, ou por volta de 12% da população da Alemanha. Como consequência de restrições formais da Alemanha do que leis irrestritas de asilo e imigração, o número de imigrantes procurando asilo e buscando cidadania alemã (a maioria da ex-União Soviética) tem decrescido constantemente desde 2000.
Durante a última década do século XX, a Alemanha transformou consideravelmente sua atitude quanto aos imigrantes. Até a metade dos anos 1990, a opinião comum era de que a Alemanha não é um país de imigração, apesar de cerca de 10% da população serem de origem não germânica. Após o fim do influxo dos chamados Gastarbeiter (trabalhadores-convidados de colarinho azul), refugiados eram uma exceção tolerada a este ponto de vista. Hoje, o governo e a sociedade alemã estão percebendo que o conceito quanto ao controle de imigração é que deve ser permitida baseada na qualificação dos imigrantes.

### Línguas

Conhecimento do alemão na União Europeia e outros países europeus. (Clique para mais detalhes)

O alemão é a língua oficial e a predominantemente falada na Alemanha. É uma das 23 línguas oficiais da União Europeia, e uma das três línguas de trabalho da Comissão Europeia, junto com o inglês e o francês. Línguas minoritárias reconhecidas na Alemanha são o dinamarquês, sorábio, romani e o frísio. Elas são oficialmente protegidas pelo CELRM. As línguas imigrantes mais usadas são o turco, o polonês, as línguas dos Bálcãs e o russo. Em todo o mundo o alemão é falado por aproximadamente 100 milhões de falantes nativos e mais 80 milhões de falantes não nativos. O alemão é a língua principal de aproximadamente 90 milhões de pessoas (18%) na UE. 67% dos cidadãos alemães dizem serem capazes de comunicar-se em pelo menos uma língua estrangeira, 27% em pelo menos duas línguas além da materna.
O alemão padrão é uma língua germânica ocidental e é próxima e classificada no mesmo grupo do inglês, holandês e do frísio. Com menos confluência, é também relacionada às línguas germânicas setentrionais e às orientais (extintas). A maioria do vocabulário alemão é derivado do braço germânico da família das línguas indo-europeias. Minorias significativas de palavras derivam do latim, grego, e uma pequena quantidade do francês, e mais recentemente do inglês (conhecido como Denglisch). O alemão é escrito usando o alfabeto latino. Além das 26 letras padrão, o alemão tem três vogais com Umlaut, ä, ö e ü, assim com o Eszett ou scharfes S (s forte) que é escrito "ß" ou alternativamente "ss".
Os dialetos alemães são distinguidos por algumas variações do alemão padrão. Os dialetos alemães são as variações locais tradicionais e derivam das diferentes tribos germânicas que hoje compõem a Alemanha. Muitas delas não são facilmente compreensíveis para alguns que apenas conhecem o alemão padrão, porque elas apresentam diferenças do alemão padrão no léxico, fonologia e sintaxe. Desenvolvida a partir do século XIV, a escrita gótica foi sendo substituída no Renascimento no restante da Europa; na Alemanha, contudo, a letra gótica continuou vigente, até ser finalmente abolida em 1945, após o fim da II Guerra — daí ser chamada, muitas vezes, de estilo gótico alemão.

### Religiões
O Censo alemão de 2011 mostrou o cristianismo como a maior religião na Alemanha, com 66,8% se identificando como cristão, com 3,8% não sendo membros de uma igreja específica. 31,7% se declararam protestantes, incluindo membros da Igreja Evangélica na Alemanha (que engloba luteranos, calvinistas e uniões administrativas ou confessionais de ambas as tradições) e as igrejas livres (em alemão: Evangelische Freikirchen); 31,2% se declararam católicos romanos e os ortodoxos constituíam 1,3%. Segundo dados de 2016, a Igreja Católica e as igrejas protestantes reclamavam 28,5% e 27,5%, respectivamente, da população.
O islã é a segunda maior religião do país. No censo de 2011, 1,9% da população do censo (1,52 milhão de pessoas) deu sua religião como islã, mas esse número não é considerado confiável porque um número desproporcional de adeptos dessa religião (e de outras religiões, como o judaísmo) provavelmente fez uso do seu direito de não responder à pergunta. A maioria dos muçulmanos são sunitas e alevitas da Turquia, mas há um pequeno número de xiitas, ahmadiyyas e outras denominações islâmicas. Outras religiões representam menos de um por cento da população da Alemanha.
Um estudo em 2018 estimou que 38% da população não é membro de nenhuma organização ou denominação religiosa, embora até um terço ainda possa se considerar religioso. A irreligião na Alemanha é mais forte no território da antiga Alemanha Oriental, que costumava ser predominantemente protestante antes da imposição do ateísmo estatal, e nas principais áreas metropolitanas de todo o país.
Desde Martinho Lutero, e a Reforma Protestante, a Alemanha foi o palco de conflitos religiosos entre os seguidores de Lutero, posteriormente chamados de luteranos, geralmente mais numerosos no norte, e os católicos, regra geral mais fortes no sul. No entanto, a distribuição das religiões está longe de ser homogênea. Na Alemanha prevaleceu o princípio Cuius regio, eius religio.
|                                                      |  |                                                                  |
| Catedral de Colônia, um Patrimônio Mundial da UNESCO |  | Martinho Lutero, uma das figuras centrais da Reforma Protestante |

Zonas com uma população predominantemente católica são a Baviera e a zona da Renânia. O Papa Bento XVI nasceu na Baviera. Zonas com uma população predominantemente luterana são os estados do leste e do norte. No norte, ao longo da fronteira com os Países Baixos, há também a presença de calvinistas. Pessoas não religiosas, incluindo ateus e agnósticos, são crescentes em número e proporção, uma tendência constatada tanto na Alemanha quanto em outros países europeus. Na Alemanha eles se concentram principalmente na antiga Alemanha Oriental e nas áreas metropolitanas.
Dados de 2010 mostram uma enorme diferença entre a Alemanha Ocidental e Alemanha Oriental em termos religiosos, enquanto na parte ocidental os cristãos perfazem 80% da população, na parte oriental apenas 29% afirmaram seguir esta religião. Na Alemanha Ocidental apenas 13% da população não é religiosa e na Alemanha Oriental são 67% os não religiosos.
Em 2004, o dobro de judeus das repúblicas ex-soviéticas se estabeleceram na Alemanha do que em Israel, trazendo o total de judeus a 200 000, comparado aos 30 000logo após à reunificação alemã. Grandes cidades com uma população judaica significante incluem Berlim, Frankfurt am Main e Munique. Aproximadamente 250 000 Budistas ativos vivem na Alemanha; 50% deles são de imigrantes asiáticos.

## Política

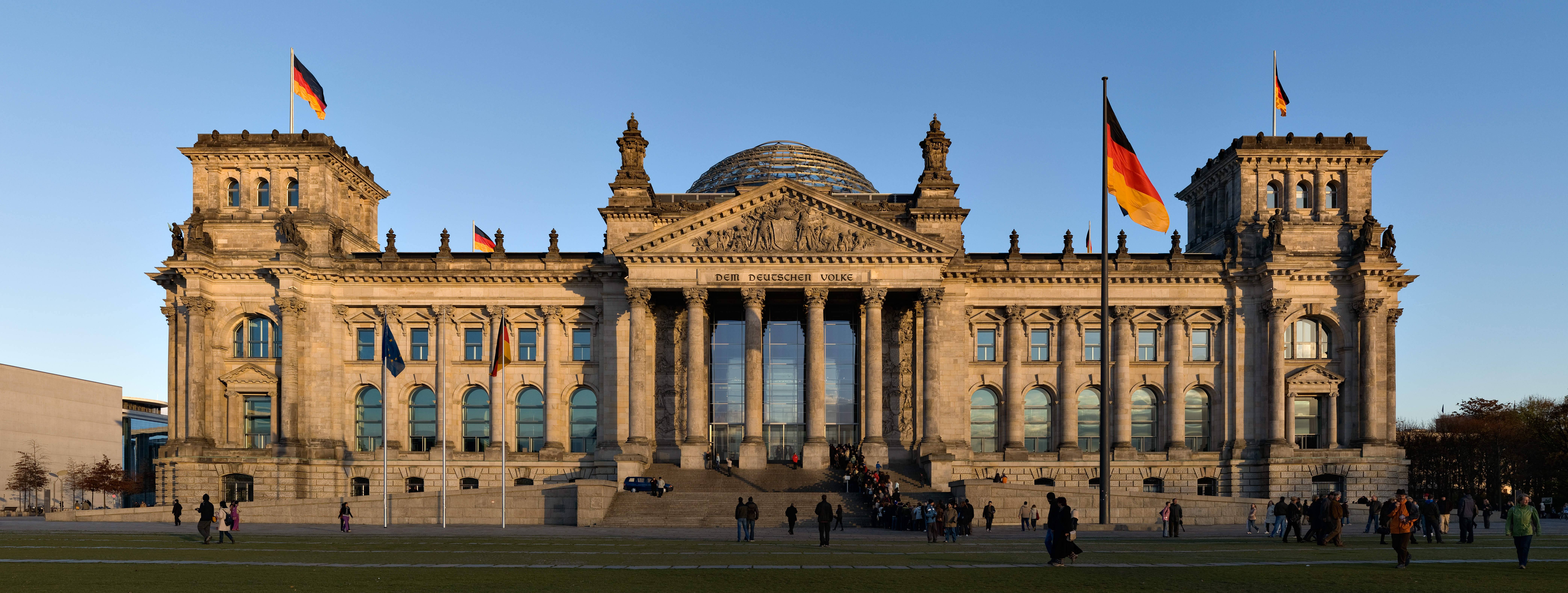
O Reichstag, em Berlim, é o local onde se reúne o parlamento alemão

A Alemanha é uma federação democrática e parlamentária, cujo sistema político é definido num documento constitucional (Grundgesetz, "lei fundamental") de 1949. Por chamar o documento de Grundgesetz, invés de Verfassung (constituição), os autores expressaram a intenção de que ela fosse trocada por uma constituição apropriada quando a Alemanha fosse reunida em um só estado. Emendas ao Grundgesetz geralmente requerem aprovação de dois terços dos parlamentares de ambas as câmaras do parlamento; os artigos garantem direitos fundamentais, a separação dos poderes, a estrutura federalizada, e o direito de resistir contra tentativas de sobrepor-se à constituição são perpétuos e não podem sofrer emendas.
O Bundeskanzler ("Chanceler Federal") — atualmente Olaf Scholz — é o chefe de governo e exerce o poder executivo, similar ao Primeiro-Ministro em outras democracias parlamentares. O poder legislativo é comandado pelo parlamento consistido pelo Bundestag ("Dieta Federal") e o Bundesrat ("Conselho Federal"), que juntos formam um tipo excepcional de corpo legislativo. O Bundestag é eleito através de eleições diretas combinada com representação proporcional. Os membros do Bundesrat representam os governos dos 16 estados federais (Bundesländer). Os respectivos governadores dos estados têm o direito de apontar e exonerar seus enviados em qualquer momento. Ocasionalmente há conflitos entre o Bundestag e o Bundesrat, que criam dificuldades administrativas.
|                                                         |  |                                                         |
| Olaf Scholz é o atual Chanceler da Alemanha desde 2021. |  | Frank-Walter Steinmeier, presidente do país desde 2017. |

O Bundespräsident ("Presidente Federal") — desde 19 de março de 2017, Frank-Walter Steinmeier — é o chefe de estado, cujos poderes se limitam, na maioria, a tarefas representativas e cerimoniais. Ele é eleito pelo Bundesversammlung ("Convenção Federal"), uma instituição composta por membros do Bundestag e pelo mesmo número de delegados estaduais. O segundo na ordem de importância do Estado Alemão é o Bundestagspräsident (Presidente do Bundestag), que é eleito pelo Bundestag e responsável por supervisionar as sessões diárias da câmara. O terceiro no comando é o chefe de governo, ou Chanceler, que é nomeado pelo Bundespräsident depois que é eleito pelo Bundestag. O Chanceler pode ser exonerado do cargo por uma moção de desconfiança construtiva pelo Bundestag, onde construtivo implica que o Bundestag simultaneamente eleja um sucessor.
No Parlamento Europeu, a Alemanha possui a representação mais numerosa em virtude de ser o país mais populoso da União. Além disso, o alemão Günter Verheugen é, atualmente, um dos vice-presidentes da Comissão Europeia. Em 2007, o deputado alemão Hans-Gert Pöttering foi eleito presidente do Parlamento Europeu.
A presidência alemã do Conselho da União Europeia ocorreu durante o primeiro semestre de 2007, dentro do sistema de presidência rotativa da UE. Como Angela Merkel era a então Chanceler da Alemanha, o ministro das relações exteriores alemão, Frank-Walter Steinmeier foi o Presidente da União Europeia até junho de 2007. Desde que se iniciou o processo de presidência rotativa, foi a 12ª vez que a Alemanha assumiu a presidência da UE.

### Direito

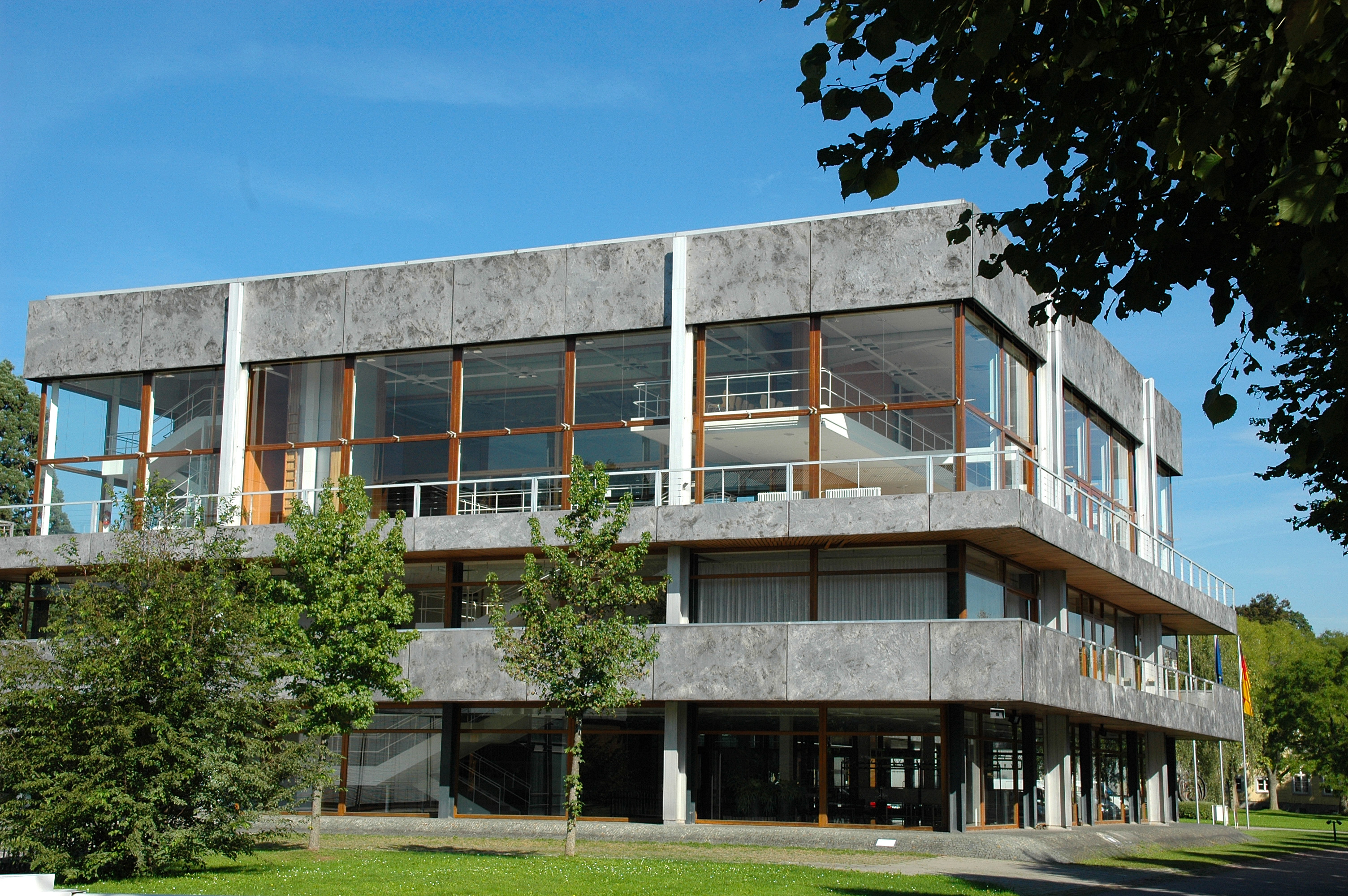
Sede do Tribunal Constitucional Federal da Alemanha em Karlsruhe

O Poder judiciário da Alemanha é independente dos poderes executivo e legislativo. A Alemanha segue o sistema jurídico romano-germânico, que é baseado no Direito Romano, com algumas referências ao Direito Germânico. O Bundesverfassungsgericht ("Tribunal Constitucional Federal"), localizado em Karlsruhe, é o Supremo Tribunal alemão responsável pelos assuntos constitucionais, com os poderes de controle de constitucionalidade. Atua como a mais alta autoridade legal e garante que a prática legislativa e judicial esteja em conformidade com a Lei Fundamental da República Federal da Alemanha. Ela age de forma independente dos outros órgãos estatais, mas não pode agir por conta própria.
A suprema corte alemã, denominada Oberste Gerichtshöfe des Bundes, é especializada. Para os casos civis e criminais, o supremo tribunal de recurso é o Tribunal de Justiça Federal, localizada em Karlsruhe e em Leipzig. O estilo do tribunal é inquisitorial. Outros Tribunais Federais são os Tribunal Federal do Trabalho em Erfurt, o Tribunal Social Federal em Kassel, o Tribunal Federal das Finanças em Munique e o Tribunal Administrativo Federal, em Leipzig.
O Direito penal e direito privado são explicitados a nível nacional no Strafgesetzbuch e no Bürgerliches Gesetzbuch (BGB) respectivamente. O sistema penal alemão é destinado para a recuperação do criminoso; seu objetivo secundário é a proteção do povo em geral. Para atingir este último, um criminoso condenado pode ser colocada em prisão preventiva (Sicherungsverwahrung) para além do período normal se ele for considerado uma ameaça para o público em geral. O Völkerstrafgesetzbuch regulamenta as consequências de crimes contra a humanidade, genocídio e guerra. Ele dá aos tribunais alemães jurisdição universal se a acusação por um tribunal do país onde o crime foi cometido, ou por um tribunal internacional, não for possível.

### Forças armadas
As forças armadas alemãs, a Bundeswehr, são compostas pelo Heer ("Exército"), Marine ("Marinha"), Deutsche Luftwaffe ("Aeronáutica"), Zentraler Sanitätsdienst ("Central Médica de Serviços") e Streitkräftebasis ("Base Conjunta de Suporte").
O serviço militar foi obrigatório para homens na idade de dezoito anos que servem por nove meses. Os objetores por consciência podiam, no lugar, optar pelo Zivildienst (traduzido livremente como serviço civil) que tem a mesma duração de nove meses, ou o comprometimento de seis anos com serviços (voluntários) de emergência como os bombeiros, a Cruz Vermelha ou a THW. Em 2010, o serviço militar obrigatório foi parado e depois abandonado. Hoje existe um serviço voluntário civil (Bundesfreiwilligendienst) e o serviço militar é voluntário.
Em 2006, as despesas militares constituíam cerca de 1,3% do PIB alemão. Em tempos de paz, a Bundeswehr é comandada pelo Ministro da Defesa, atualmente Annegret Kramp-Karrenbauer. Mas em tempos de guerra — que, de acordo com a constituição, é apenas permitida em caso de defesa — o Chanceler recebe o cargo de comandante real da Bundeswehr.
Em outubro de 2006, as forças armadas alemãs tinham quase 9 mil soldados em território estrangeiro, como parte de várias forças de paz, incluindo uma tropa de 1 180 soldados na Bósnia e Herzegovina; 2 884 soldados alemães no Kosovo e 2 800 soldados alemães pela Força ISAF da OTAN no Afeganistão. Em fevereiro de 2007, a Alemanha tinha cerca de 3 000 tropas pela ISAF no Afeganistão, o terceiro maior contingente depois dos Estados Unidos (14 mil) e o Reino Unido (5 200). A Alemanha compartilha armas nucleares com a OTAN, sob a forma de bombas nucleares estadunidenses posicionadas na base aérea de Büchel.

### Relações exteriores
A Alemanha tem um papel de líder na União Europeia desde a sua concepção e tem mantido uma forte aliança com a França desde o fim da Segunda Guerra Mundial. A aliança foi especialmente próxima no final da década de 1980 e início da década de 1990 sob a liderança do Democrata Cristão Helmut Kohl e do socialista François Mitterrand. A Alemanha está na frente dos estados europeus que procuram avanços na criação de uma política, defesa e aparato de segurança mais unida e capaz na Europa.

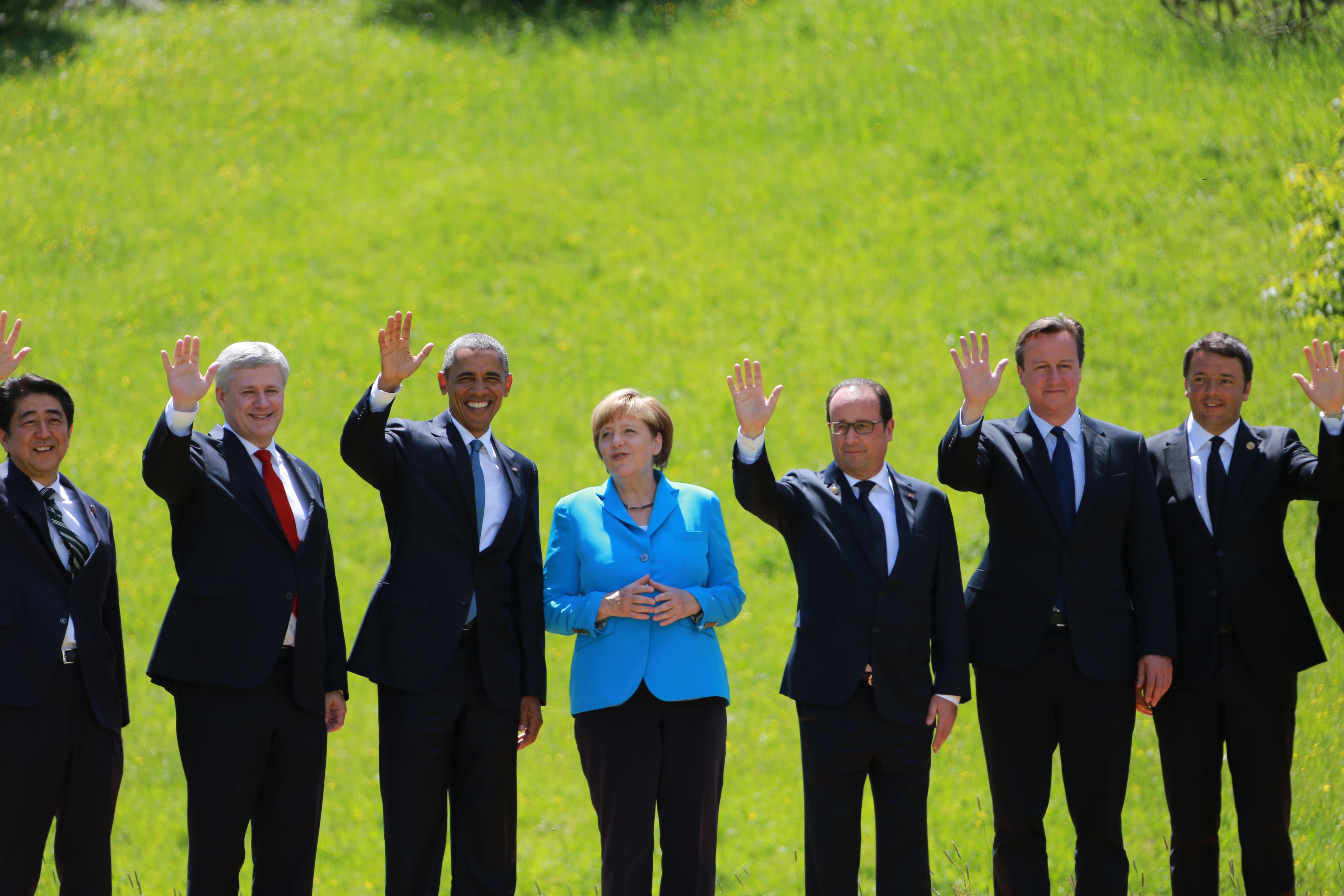
A então Chanceler Angela Merkel recebendo o grupo do G7 em Krün, na Baviera, em 2015

Desde sua fundação em 23 de maio de 1949, a República Federal da Alemanha mantém uma notável discrição nas relações internacionais, devido à sua história recente e sua ocupação por potências estrangeiras. Durante a Guerra Fria, a divisão da Alemanha pela Cortina de Ferro fez dela um símbolo das tensões leste-oeste e da batalha política na Europa. No entanto, a Ostpolitik de Willy Brandt foi fator-chave na détente dos anos 1970. Em 1999 o governo do Chanceler Gerhard Schröder definiu uma nova base para a política externa alemã quando assumiu um papel imponente nas decisões da iminente guerra da OTAN contra a Iugoslávia e enviando soldados alemães para combate pela primeira vez desde a Segunda Guerra Mundial.
A Alemanha e os Estados Unidos são aliados próximos. O Plano Marshall de 1948, o suporte dos E.U.A. durante o processo de reconstrução depois da Segunda Guerra Mundial, assim como a fraternização e o apoio de comida e fortes laços culturais designaram uma grande ligação entre os dois países, embora a oposição local de Schröder à Guerra do Iraque sugeriu o fim do Atlantismo e um relativo esfriamento nas relações Germano-americanas. Os dois países são também economicamente independentes; 8,8% das exportações alemãs são para os E.U.A. e 6,6% das importações provém dos Estados Unidos. No outro sentido, 8,8% das exportações dos E.U.A. vão para a Alemanha e 9,8% das importações vem da Alemanha. Outro sinal dos laços germano-americanos inclui o estatuto da Base Aérea de Ramstein (próxima à Kaiserslautern) como a maior comunidade militar norte-americana fora dos Estados Unidos.

## Subdivisões
A Alemanha é uma república federal constituída de dezesseis unidades federadas, geralmente denominadas Land (no plural Länder). Uma vez que o termo alemão Land designa "país", o termo Bundesland ("estado da federação"; Bundesländer no plural) é comumente usado por ser mais específico. Três cidades (Berlim, Hamburgo e Bremen) possuem estatuto de estado, e são denominadas Stadtstaaten ("cidades-estado"). Os 13 estados restantes são designados Flächenländer ("estados territoriais").
| |                                  | Estado       | Capital | Território (km²) | Habitantes |
| --- | -------------------------------- | ------------ | ------- | ---------------- | ---------- |
| 1 | Baden-Württemberg                | Estugarda    | 35 752  | 10 736 000       |            |
| 2 | Baviera                          | Munique      | 70 552  | 12 469 000       |            |
| 3 | Berlim                           | Berlim(1)    | 892     | 3 395 000        |            |
| 4 | Brandemburgo                     | Potsdam      | 29 479  | 2 559 000        |            |
| 5 | Bremen                           | Bremen(1)    | 404     | 663 000          |            |
| 6 | Hamburgo                         | Hamburgo(1)  | 755     | 1 744 000        |            |
| 7 | Hessen                           | Wiesbaden    | 21 115  | 6 092 000        |            |
| 8 | Mecklemburgo-Pomerânia Ocidental | Schwerin     | 23 180  | 1 707 000        |            |
| 9 | Baixa-Saxônia                    | Hanôver      | 47 624  | 7 994 000        |            |
| 10 | Renânia do Norte-Vestefália      | Dusseldórfia | 34 085  | 18 058 000       |            |
| 11 | Renânia-Palatinado               | Mogúncia     | 19 853  | 4 059 000        |            |
| 12 | Sarre                            | Saarbrücken  | 2 569   | 1 050 000        |            |
| 13 | Saxônia                          | Dresda       | 18 416  | 4 274 000        |            |
| 14 | Saxônia-Anhalt                   | Magdeburgo   | 20 446  | 2 470 000        |            |
| 15 | Schleswig-Holstein               | Kiel         | 15 799  | 2 833 000        |            |
| 16 | Turíngia                         | Erfurt       | 16 172  | 2 335 000        |            |
| (1) Cidades-estado. Bremen é considerada uma cidade-estado, mesmo que a cidade de Bremerhaven lhe pertença. |                                  |              |         |                  |            |

## Economia
A Alemanha é a maior economia da Europa, a quarta maior quando é considerado o PIB nominal e a quinta maior quando é considerada a Paridade do Poder de Compra. O crescimento de 2007 foi de 2,4%, Desde a revolução industrial o país tem sido criador, inovador e beneficiário de uma economia globalizada. A exportação de bens produzidos na Alemanha é um dos principais fatores da riqueza alemã. A Alemanha é maior exportador mundial com 1,13 trilhões * de dólares exportado em 2006 (países da Eurozona incluído) e gerou um superávit comercial de 165 bilhões * de euros. O setor de serviços contribui com 70% do PIB, a indústria 29,1% e a agricultura 0,9%. A maioria dos produtos alemães são em engenharia, especialmente automóveis, máquinas, metais, e produtos químicos. A Alemanha é o maior produtor de turbinas eólicas e tecnologia de energia solar do mundo. Algumas das maiores feiras de negócios internacionais são realizadas todos os anos em cidades alemãs como Hanôver, Frankfurt am Main e Berlim.
A Alemanha é uma forte advogada da integração política e econômica europeia, e suas políticas comerciais são crescentemente mais determinadas por acordos entre os membros da União Europeia e a legislação de mercado comum da UE. A Alemanha usa a moeda comum europeia, o euro, e sua política monetária é feita pelo Banco Central Europeu em Frankfurt am Main. Depois da reunificação alemã em 1990, o padrão de vida e a renda anual permaneceram maiores nos antigos estados da Alemanha Ocidental. A modernização e integração da Alemanha Oriental continua sendo um processo longo, com transferências anuais do oeste para o leste de 80 bilhões * de dólares. A taxa de desemprego tem caído desde 2005 e alcançou o menor nível em 15 anos em junho de 2008, com 7,5%.
Dentre as maiores empresas negociadas na bolsa, em relação ao faturamento, o Fortune Global 500, 29 companhias estavam sediadas na Alemanha em 2019. As dez maiores são Daimler, Volkswagen, Allianz (a empresa mais lucrativa), Siemens, Deutsche Bank (2ª mais lucrativa), E.ON, Deutsche Post, Deutsche Telekom, Metro e BASF. As maiores empregadoras são a Deutsche Post, a Robert Bosch e a Edeka. Outras grandes empresas de capital alemão são Adidas, Puma AG, Audi, Bayer, BMW, Deutsche Bahn, Henkel, Lufthansa, MAN, Nivea, Porsche, SAP AG, Schering, ThyssenKrupp, Volkswagen, Wella, entre outras, que demonstram a força econômica alemã nos mais diversos segmentos de mercado.
Duas décadas após a reunificação alemã, os padrões de vida e renda per capita permanecem significativamente mais elevados nos estados da antiga Alemanha Ocidental do que nos da Alemanha Oriental. A modernização e integração da economia da Alemanha Oriental continua sendo processo a longo prazo programado para durar até o ano de 2019, com transferências anuais do oeste para o leste no valor de aproximadamente 80 bilhões * de dólares. A taxa de desemprego tem caído consistentemente desde 2005 e atingiu um ponto baixo de 15 anos em junho de 2008, com 7,5%. Em 2009, a taxa de desemprego foi de 8% em toda a Alemanha; na antiga Alemanha Ocidental era a metade da taxa em relação ao leste.
O PIB nominal da Alemanha contraiu-se no segundo e terceiro trimestres de 2008, colocando o país em uma recessão técnica depois de um ciclo de recessão mundial e europeia. Em janeiro de 2009, o governo alemão sob Angela Merkel aprovou um plano de estímulo econômico de 50 bilhões * de euros para proteger vários setores de uma recessão e um subsequente aumento das taxas de desemprego.

### Turismo

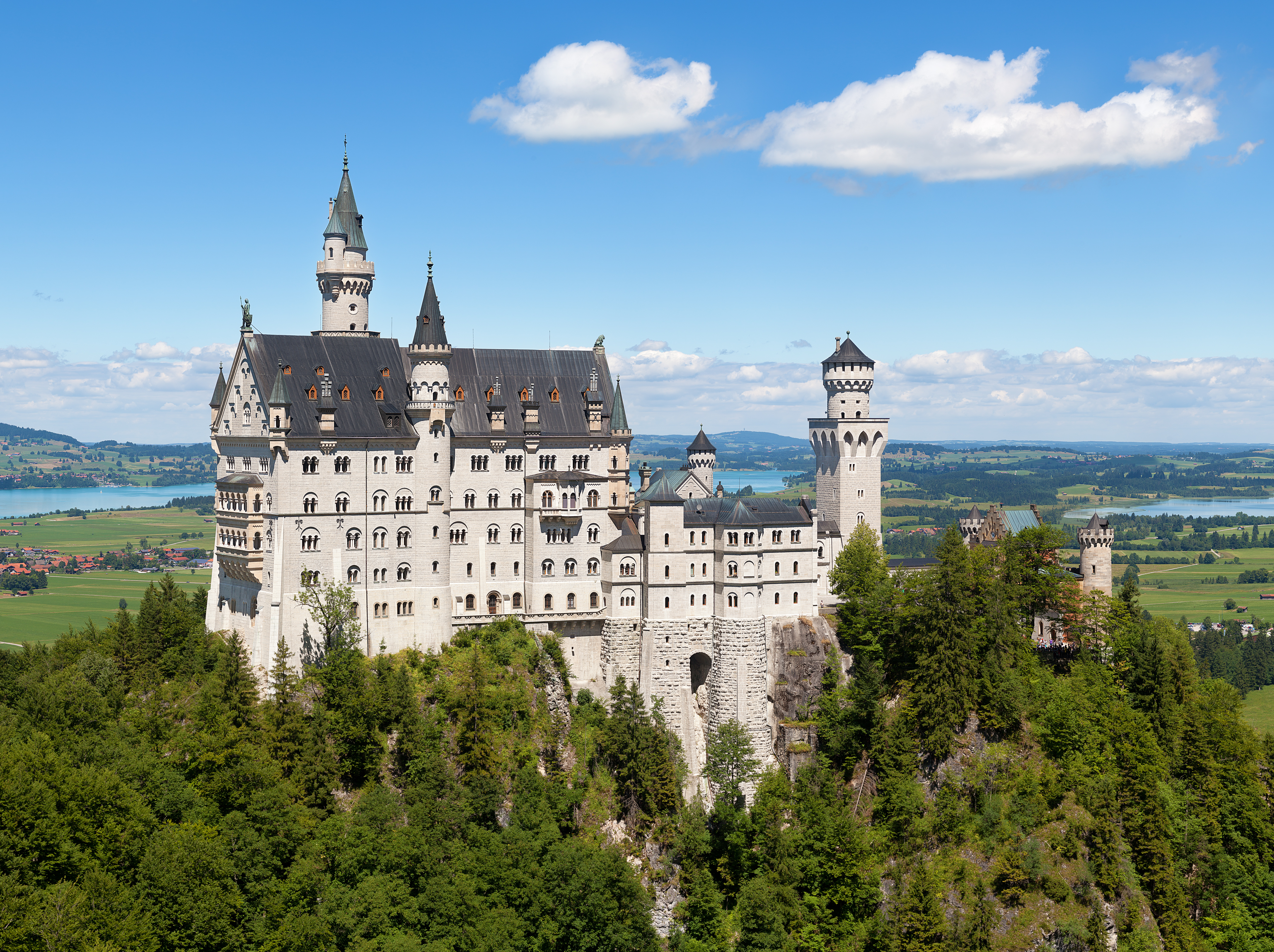
Castelo de Neuschwanstein, na Baviera

Desde as celebrações da Copa do Mundo FIFA de 2006, a percepção interna e externa da imagem nacional da Alemanha mudou. Em pesquisas mundiais conduzidas anualmente conhecidas como Nation Brands Index, a Alemanha tornou-se significativamente e repetitivamente mais bem colocada após a competição. Pessoas de 20 países diferentes foram solicitadas para opinar sobre a reputação do país em termos de cultura, política, exportação, seu povo e sua atratividade aos turistas, imigrantes e investimentos. A Alemanha foi nomeada a nação mais valiosa do mundo dentre 50 países pesquisados em 2008.
Outra pesquisa de opinião global baseada em 13 575 respostas em 21 países feita pela BBC revelou que a Alemanha é reconhecida como a melhor influência positiva no mundo em 2009, liderando entre os 16 países investigados. Uma maioria de 61% possui uma visão positiva do país, enquanto 15% possuem uma visão negativa. Com um gasto de 67 bilhões * de euros em viagens internacionais em 2008, os alemães investem mais dinheiro em viagens do que qualquer outro país. Os destinos mais populares foram Espanha, Itália e Áustria.

## Infraestrutura

### Transportes

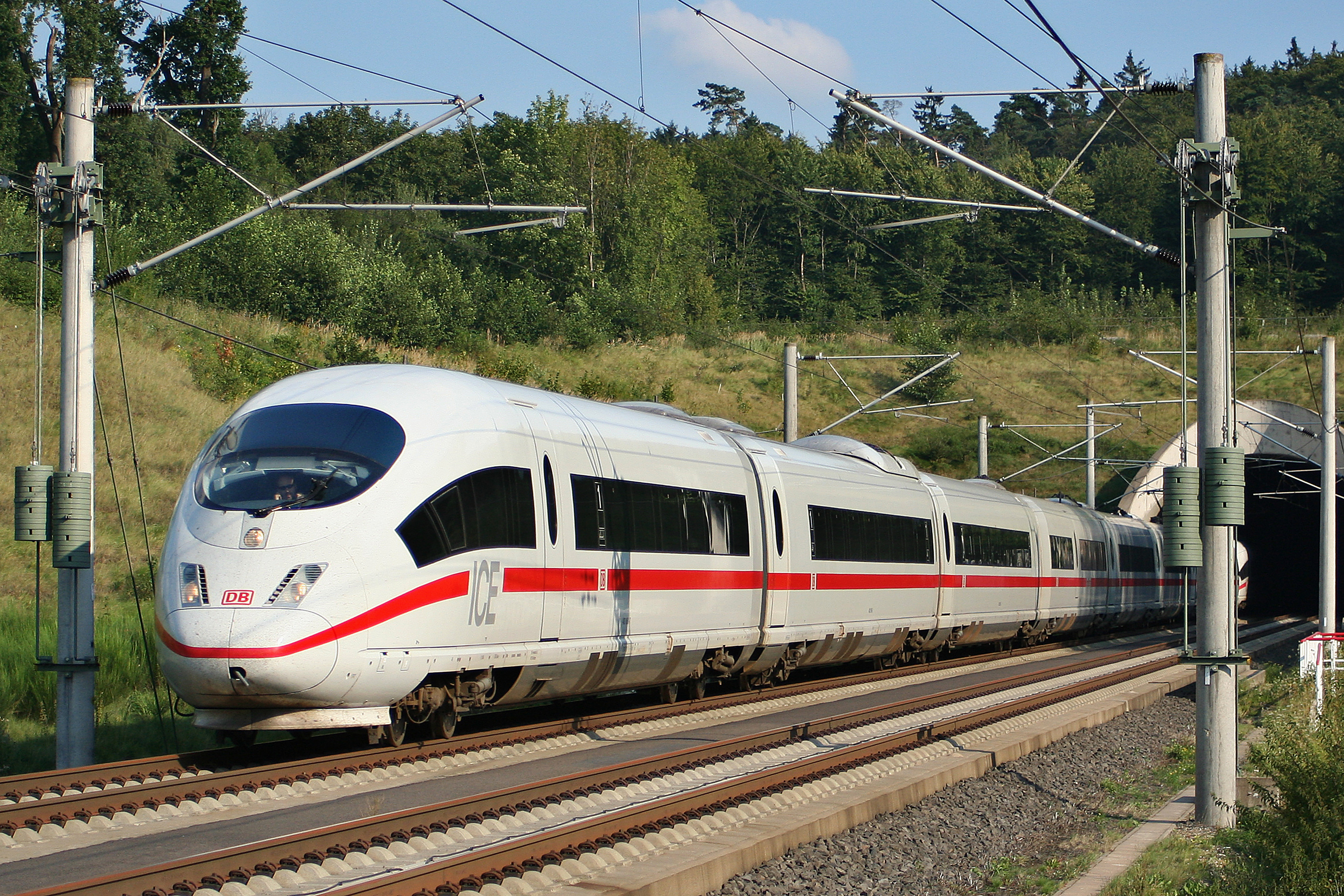
Trem ICE 3 na linha de alta velocidade Colônia - Frankfurt

Desde os anos de 1930 iniciara-se na Alemanha a construção da primeira rede de autoestradas em grande escala. O país dispõe de 12 174 km de autoestradas (Autobahn) e de 40 969 km de estradas federais (Bundestraßen), o que faz da Alemanha o país com a 3ª maior densidade de estradas por veículos do mundo.
A Alemanha criou uma rede policêntrica de trens de alta velocidade. O InterCityExpress ou ICE é a categoria de serviços mais avançados da Deutsche Bahn e atende às principais cidades alemãs, bem como destinos em países vizinhos. A velocidade máxima do trem varia entre 160 km/h e 300 km/h. As conexões são oferecidas em cada intervalo de 30 minutos, a cada hora, ou duas horas.
O transporte fluvial e marítimo também desempenham um papel importante na economia do país. Através dos portos de Hamburgo, Bremerhaven, Ludwigshafen, Lübeck e Rostock, assim como do Porto de Roterdã, nos Países Baixos, flui enorme parte das exportações e importações do país. Em 2007, foram 248,97 milhões de toneladas por via fluvial e transportadas 310,95 milhões de toneladas por via marítima. O porto de Hamburgo é o maior porto alemão e o segundo maior do continente europeu em movimento de contêineres, atrás apenas do porto de Roterdã. Em 2006, o movimento de cargas foi de 134,8 milhões de toneladas.

### Energia

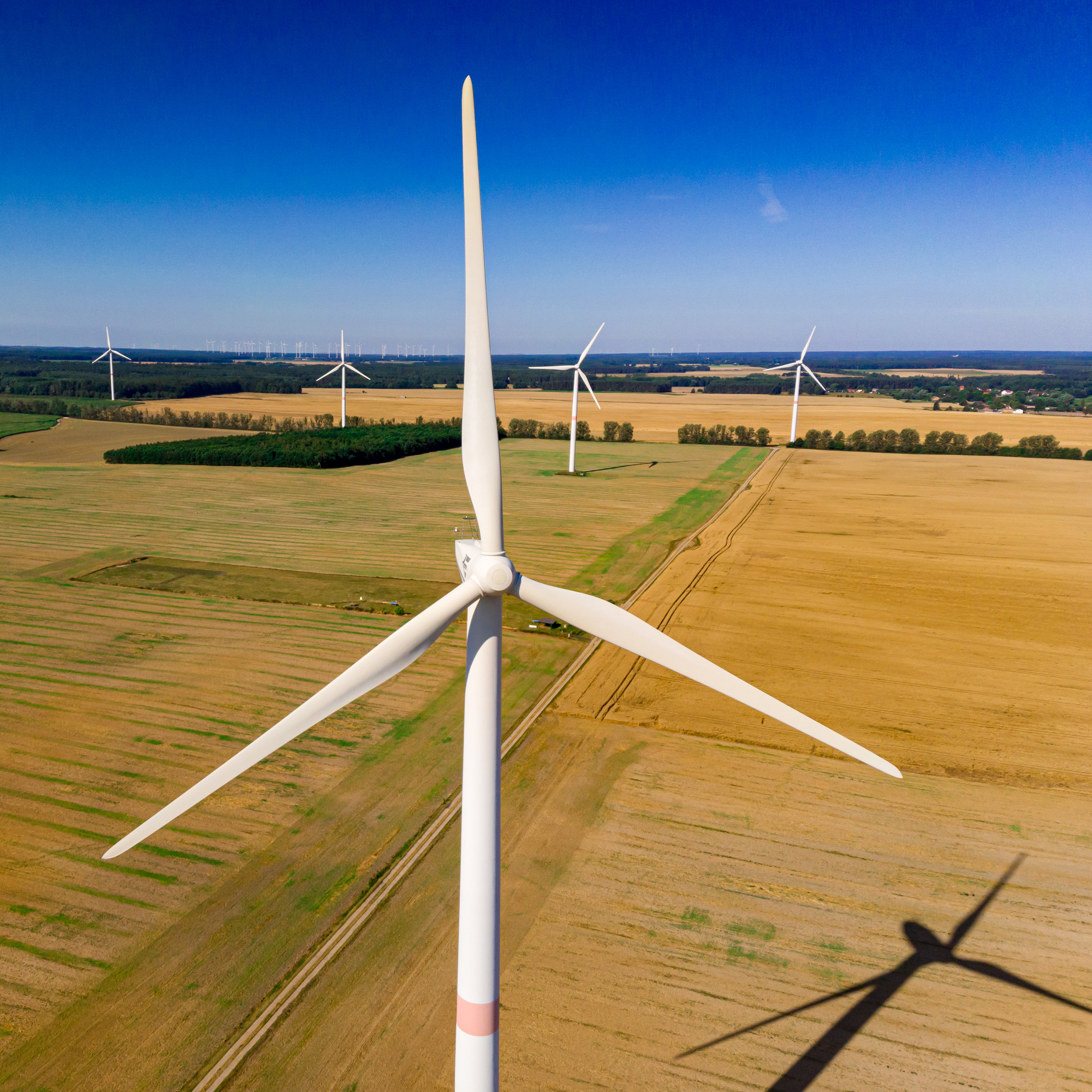
As energias renováveis geraram 40% do consumo total de eletricidade do país em 2018

Em 2015, a Alemanha foi o sétimo maior consumidor de energia do mundo. 40% das demandas de energia do país são atendidas por fontes renováveis. A Alemanha está comprometida com o Acordo de Paris contra as mudanças climáticas e vários outros tratados que promovem a biodiversidade, padrões de baixa emissão de gases estufa e gestão de recursos hídricos. No entanto, as emissões totais de gases estufa do país foram as mais elevadas da UE em 2017. A transição energética alemã (Energiewende) é o movimento nacional para uma economia sustentável por meio da eficiência energética e das energias renováveis.
A política governamental enfatiza a conservação e o desenvolvimento de fontes de energia renovável, como a solar, eólica, biomassa, hidráulica, e geotérmica. Como resultado das medidas de economia de energia, a eficiência energética (a quantidade de energia necessária para produzir uma unidade do produto interno bruto) vem melhorando desde o início das medidas nos anos 1970. O governo já definiu o objetivo de satisfazer metade da demanda energética do país a partir de fontes renováveis até 2050. Em 2000, o governo e a indústria nuclear alemã concordou em desativar gradualmente todos as usinas nucleares até 2021.
Em 2019, o consumo energético alemão foi atendido pelas seguintes fontes: eólica (27,2%); carvão (24,3%, incluindo lignito); nuclear (12,6%); gás natural (12,2%); solar (10,5%); biomassa (9,4%) e hidroelétrica (3,8%). Em 2021, a Alemanha tinha, em energia elétrica renovável instalada, 10 653 MW em energia hidroelétrica (22º maior do mundo), 63 760 MW em energia eólica (3º maior do mundo), 58 461 MW em energia solar (4º maior do mundo), e 2 607 MW em biomassa.

### Saúde

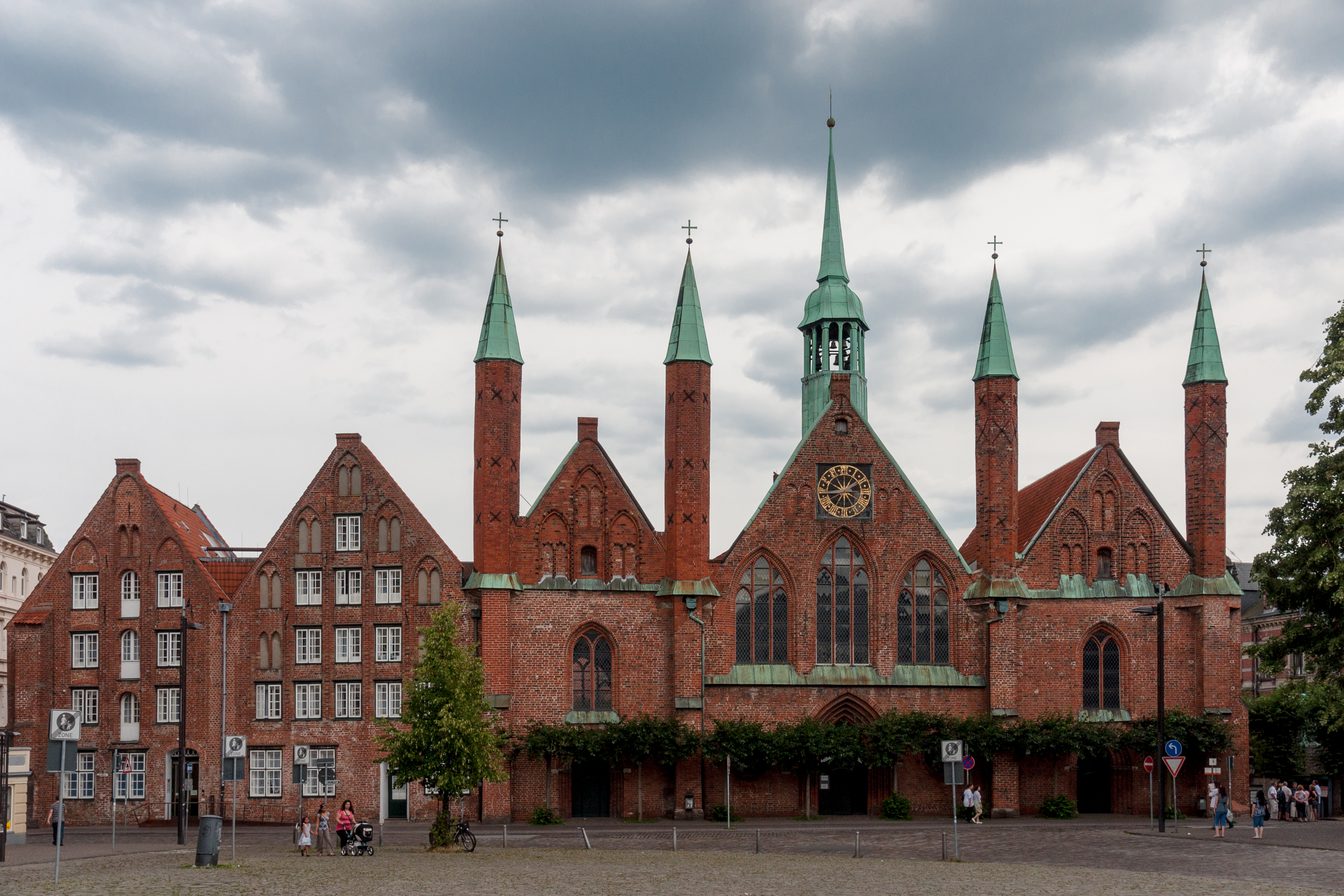
Hospital de Lübeck, uma das mais antigas instituições médicas do mundo

A Alemanha tem o mais antigo sistema de saúde universal, que remonta à legislação social de Bismarck em 1883. Atualmente, a população alemã é coberta por um plano de saúde bastante abrangente fornecido por lei. Certos grupos de pessoas (pessoas autônomas, trabalhadores com renda alta, etc.) podem optar por sair do plano e mudar para um contrato de seguro privado. Anteriormente, esses grupos também podiam optar por ficar sem seguro, mas esta opção foi excluída em 2009. De acordo com a Organização Mundial de Saúde (OMS), do total do orçamento do sistema de saúde alemão em 2005, 77% foi financiado pelo governo e 23% pelo setor privado. Em 2005, a Alemanha gastou 11% do seu PIB na área da saúde. O país é classificado no 20º lugar no mundo em expectativa de vida (77 anos para os homens e 82 anos para as mulheres) e tem uma taxa de mortalidade infantil muito baixa (4 mortes por 1 000 nascimentos).
Em 2010, a principal causa de morte no país foi doença cardiovascular, com 41%, seguido por tumores malignos, com 26%. Em 2008, cerca de 82 mil alemães tinham sido infectados com HIV/AIDS e 26 mil morreram por causa da doença (número cumulativo, desde 1982). De acordo com uma pesquisa de 2005, 27% dos alemães adultos são fumantes.

### Educação
Estima-se que mais de 99% dos alemães com quinze anos ou mais de idade e acima sejam capaz de ler e escrever. A responsabilidade pela supervisão educacional na Alemanha é organizada principalmente no interior dos estados federais individuais. Desde os anos 1960, um movimento de reforma tentou unificar o ensino secundário; vários estados da Alemanha Ocidental depois simplificaram seus sistemas de ensino para dois ou três níveis. Um sistema de aprendizado chamado Duale Ausbildung ("sistema dual de educação") permite que os alunos em formação profissional possam aprender em uma empresa, bem como em uma escola estatal profissional. Este modelo de sucesso é altamente considerado e reproduzido em todo o mundo.

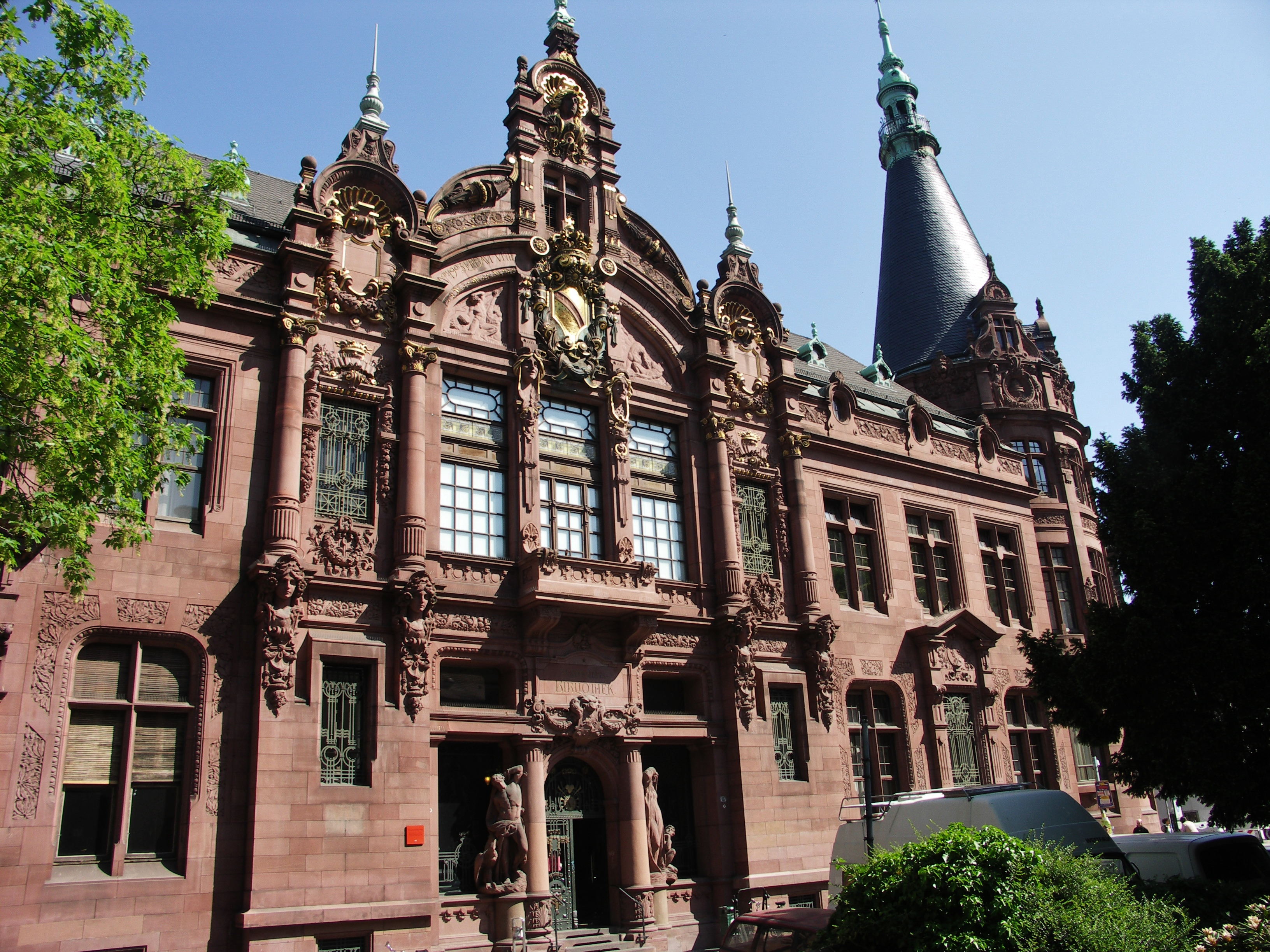
A Universidade de Heidelberg, fundada em 1386, é a mais antiga do país.

O jardim de infância é um nível educacional opcional oferecido para todas as crianças entre três e seis anos de idade, após o qual a frequência escolar é obrigatória por, pelo menos, nove anos. A educação primária normalmente dura de quatro a seis anos e as escolas públicas não são estratificados nesta fase. Em contraste, a educação secundária inclui três tipos tradicionais de escolas focados em diferentes níveis de habilidades acadêmicas: o Gymnasium matricula os filhos mais talentosos e prepara os alunos para os estudos universitários; a Realschule é para alunos de nível intermediário e dura seis anos; o Hauptschule prepara alunos para o ensino profissional.
O exame geral exigido para se entrar na universidade é o Abitur, uma qualificação normalmente baseada em uma avaliação contínua durante os últimos anos na escola e nos exames finais, no entanto, há uma série de exceções e os requisitos específicos variam, dependendo do estado, da universidade e do assunto. As universidades alemãs são reconhecidas internacionalmente; na Classificação Acadêmica das Universidades Mundiais (ARWU — sigla em inglês) de 2008, seis das 100 melhores universidades do mundo estavam na Alemanha e 18 das primeiras 200 melhores classificadas. A maior parte das universidades do país são instituições públicas, que cobram uma contribuição de apenas cerca de 60 euros por semestre (e até 500 euros no estado de Niedersachsen) por cada aluno. Assim, a educação escolar está aberta para a grande maioria dos cidadãos e completar os estudos é algo cada vez mais comum no país. Embora o sistema dual de educação combine ensinos teóricos e práticos e não leve os alunos para níveis acadêmicos, esse é um modelo de ensino típico da Alemanha e reconhecido por outros países.

### Ciência e tecnologia

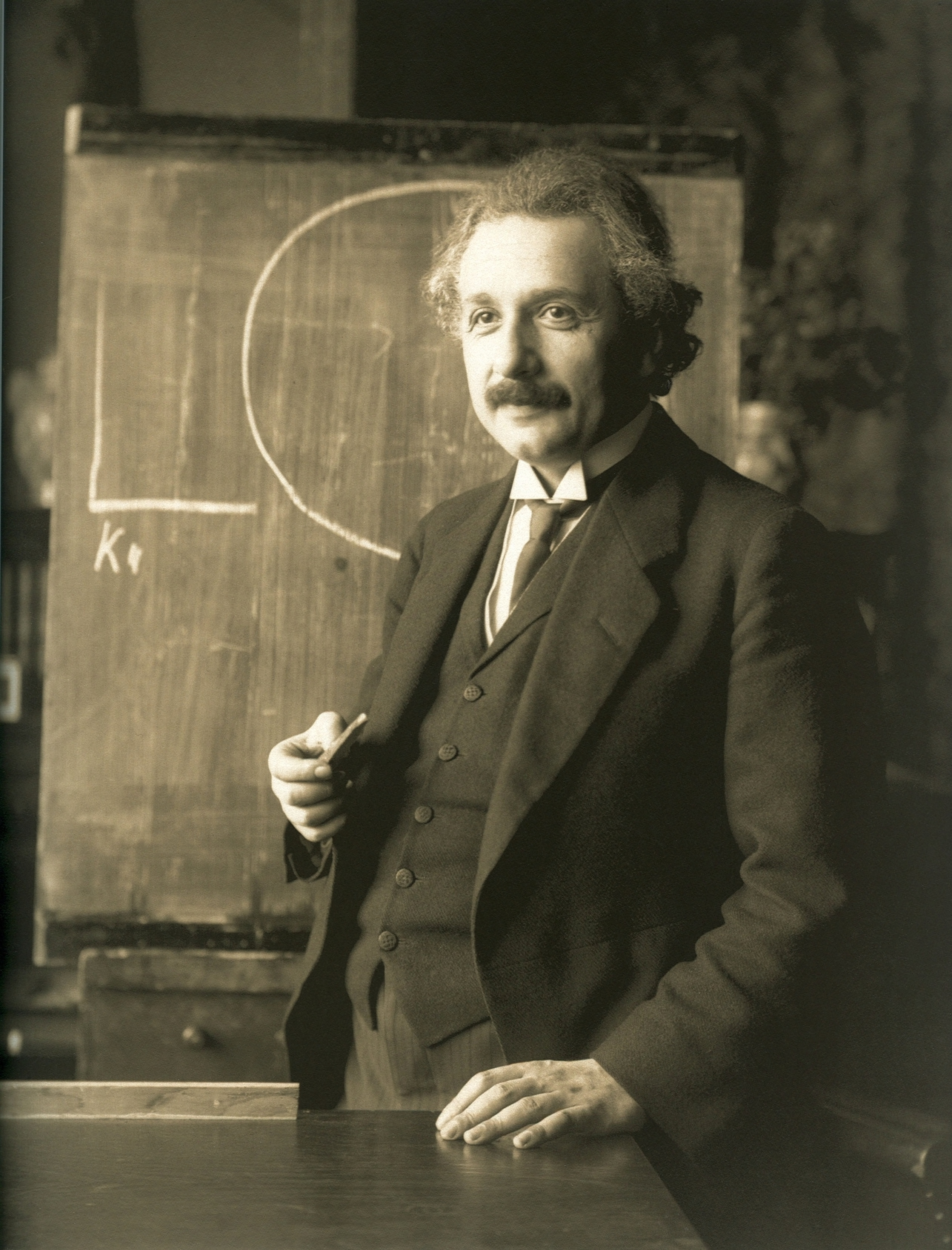
Albert Einstein

A Alemanha tem sido o lar de alguns dos mais proeminentes pesquisadores em vários campos científicos. O Prêmio Nobel foi concedido a 107 laureados alemães. O trabalho de Albert Einstein e Max Planck foi crucial para a fundação da física moderna, que Werner Heisenberg e Max Born desenvolveram. Eles foram precedidos por físicos, tais como Hermann von Helmholtz, Joseph von Fraunhofer e Daniel Gabriel Fahrenheit. Wilhelm Conrad Röntgen descobriu os raios X, que são chamados Röntgenstrahlen (raios Röntgen) em alemão e em muitas outras línguas. Essa conquista fez dele o primeiro ganhador do Prêmio Nobel de Física em 1901.
O engenheiro aeroespacial Wernher von Braun desenvolveu o primeiro foguete espacial e, posteriormente, foi um proeminente membro da NASA e desenvolveu o foguete Saturno V, que abriu o caminho para o sucesso do programa Apollo dos Estados Unidos. O trabalho de Heinrich Rudolf Hertz no domínio da radiação eletromagnética foi fundamental para o desenvolvimento das telecomunicações modernas. Através de sua construção do primeiro laboratório na Universidade de Leipzig em 1879, Wilhelm Wundt é creditado pelo estabelecimento da psicologia como uma ciência empírica independente. O trabalho de Alexander von Humboldt como um cientista e explorador natural foi fundamental para a biogeografia.

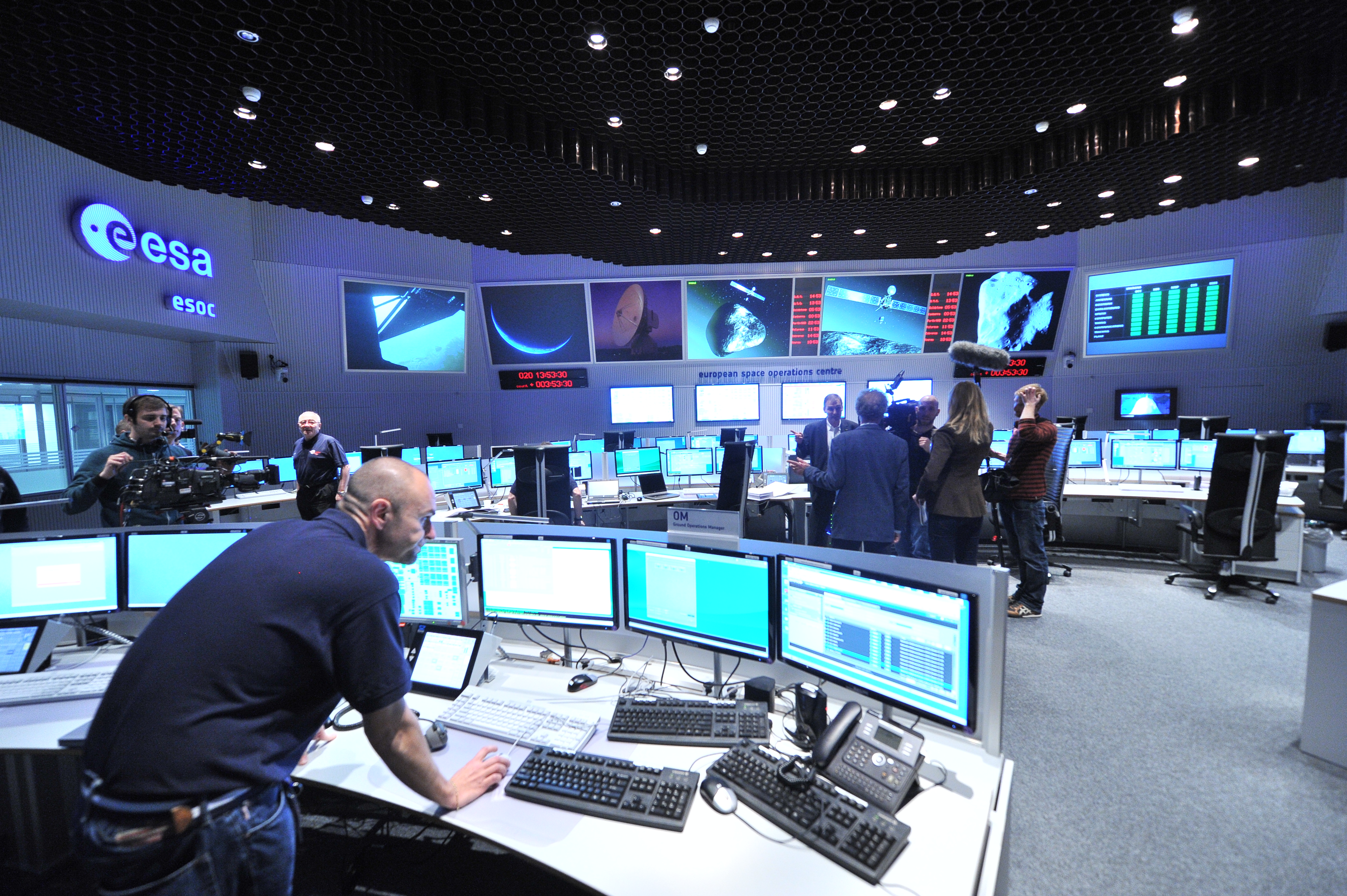
Centro Europeu de Operações Espaciais da Agência Espacial Europeia em Darmstadt

Inúmeros matemáticos importantes surgiram na Alemanha, incluindo Carl Friedrich Gauss, David Hilbert, Bernhard Riemann, Gottfried Wilhelm Leibniz, Carl Gustav Jakob Jacobi, Hermann Grassmann, Johann Peter Gustav Lejeune Dirichlet, Karl Weierstrass, Gotthold Eisenstein, Hermann Minkowski, Richard Dedekind, Felix Hausdorff, Emmy Noether, Felix Klein, Ernst Zermelo e Hermann Weyl. A Alemanha tem sido o lar de muitos famosos inventores e engenheiros, como Johannes Gutenberg, que é creditado pela invenção da prensa móvel para impressão na Europa; Hans Geiger, o criador do contador Geiger; e Konrad Zuse, que construiu o primeiro computador digital totalmente automático.
Importantes instituições de pesquisa na Alemanha são a Sociedade Max Planck, a Helmholtz-Gemeinschaft e a Fraunhofer-Gesellschaft. Elas são independentes ou externamente ligadas ao sistema universitário e contribuem de forma considerável para a produção científica. O prestigiado Prêmio Gottfried Wilhelm Leibniz é concedido a dez cientistas e acadêmicos a cada ano. Com um máximo de 2,5 milhões de euros por prêmio é um dos maiores prêmios dotado de pesquisa do mundo.

## Cultura
A Alemanha é historicamente chamada de Das Land der Dichter und Denker ("A terra dos poetas e pensadores"). Desde 2006, o país tem se autodenominado Terra das ideias. A cultura alemã tem seu início muito antes do surgimento da Alemanha como um estado-nação e abrange todo o mundo falante do alemão. De suas raízes, a cultura na Alemanha tem sido moldada pelas principais tendências intelectuais e populares da Europa, tanto religiosas quanto seculares. Como resultado, é difícil identificar uma tradição alemã específica separada de um contexto maior da alta cultura europeia.
Na Alemanha, os estados federais são encarregados das instituições culturais. Existem 240 teatros subsidiados, centenas de orquestras sinfônicas, milhares de museus e mais de 25 mil bibliotecas espalhadas pelos 16 estados. Estas oportunidades culturais são aproveitadas por milhões de pessoas: os museus alemães recebem mais de 91 milhões de visitantes a cada ano; anualmente, 20 milhões assistem peças nos teatros e óperas; enquanto 3,6 milhões escutam às grandes orquestras sinfônicas.

### Música e artes visuais
|                                                        |  |                                                                |
| Ludwig van Beethoven (1770–1827), compositor clássico. |  | Caminhante sobre o mar de névoa, Caspar David Friedrich, 1818. |

A Alemanha reivindica alguns dos compositores de música erudita mais renomados mundialmente, incluindo Georg Philipp Telemann, Johann Pachelbel, Johann Sebastian Bach, Ludwig van Beethoven, Johannes Brahms, Felix Mendelssohn, Robert Schumann, Clara Schumann, Richard Wagner, Richard Strauss, Paul Hindemith e Carl Orff. Desde 2006, a Alemanha é o quinto maior mercado de música no mundo e influenciou o pop e rock através de artistas como Kraftwerk, Scorpions, Rammstein e Tokio Hotel.
Diversos pintores alemães obtiveram prestígio internacional através de seus trabalhos em vários estilos artísticos. Hans Holbein, o Jovem, Matthias Grünewald, e Albrecht Dürer foram artistas importantes do Renascimento, Caspar David Friedrich do Romantismo, e Max Ernst do Surrealismo. Contribuições arquitetônicas da Alemanha incluem os estilos carolíngio e otoniano, os quais foram precursores importantes do Românico. A região posteriormente tornou-se o local de trabalhos significantes em estilos tais quais o Gótico, Renascentista e Barroco. Alemanha foi particularmente importante no começo do movimento moderno, especialmente através do movimento Bauhaus fundado por Walter Gropius. Ludwig Mies van der Rohe, também da Alemanha, tornou-se um dos mais renomados arquitetos do mundo na segunda metade do século XX. A fachada de vidro para arranha-céus foi sua ideia.

### Filosofia e literatura

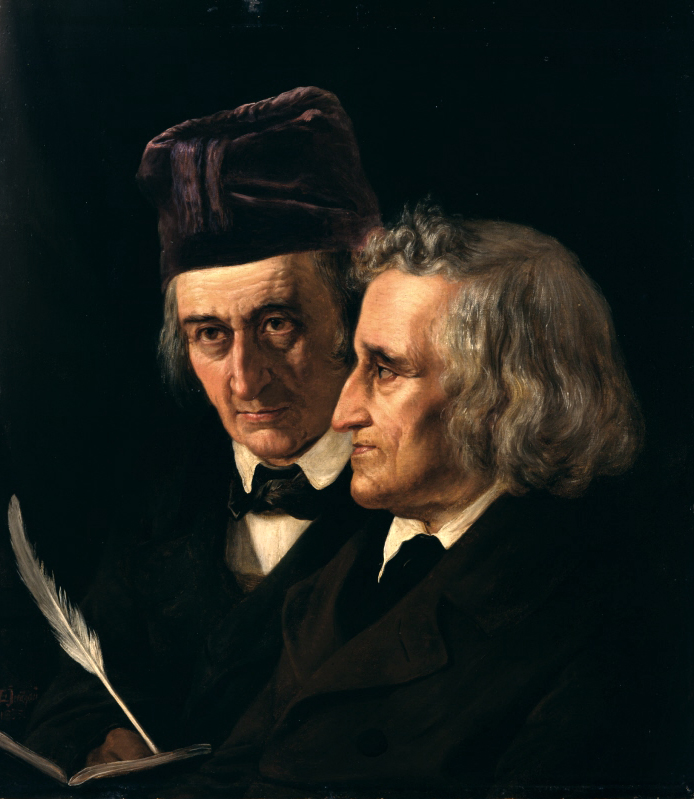
Os Irmãos Grimm

A influência da Alemanha na filosofia é historicamente significante e muitos notáveis filósofos alemães ajudaram a moldar a filosofia ocidental desde a Idade Média. As contribuições de Gottfried Wilhelm Leibniz ao racionalismo; o estabelecimento do idealismo alemão clássico por Immanuel Kant, Georg Wilhelm Friedrich Hegel, Friedrich Wilhelm Joseph Schelling e Johann Gottlieb Fichte; a formulação da teoria comunista por Karl Marx e Friedrich Engels; a composição de pessimismo metafísico de Arthur Schopenhauer; o desenvolvimento do perspectivismo de Friedrich Nietzsche; a fenomenologia de Edmund Husserl; os trabalhos sobre o ser de Martin Heidegger; e as teorias sociais de Jürgen Habermas foram especialmente influentes.
A literatura alemã pode ser remontada à Idade Média, aos trabalhos de escritores tais como Walther von der Vogelweide e Wolfram von Eschenbach. Diversos autores e poetas alemães obtiveram grande renome, incluindo Johann Wolfgang von Goethe e Friedrich Schiller. As coleções de contos folclóricos publicadas pelos Irmãos Grimm popularizaram mundialmente o folclore alemão. O país foi, no século XIX, o "foco do romantismo". Autores influentes do século XX incluem Erich Maria Remarque, Thomas Mann, Berthold Brecht, Hermann Hesse, Heinrich Böll, e Günter Grass.

### Cinema e mídia
O cinema alemão remonta aos anos iniciais com o trabalho de Max Skladanowsky. Ele foi particularmente influente durante os anos da República de Weimar com expressionistas alemães, como Robert Wiene e Friedrich Wilhelm Murnau. O diretor austríaco Fritz Lang, que se tornou cidadão alemão em 1926 e cuja carreira floresceu no período pré-guerra da indústria cinematográfica alemã, é dito ter sido uma grande influência sobre o cinema de Hollywood. Seu filme mudo Metrópolis (1927) é referido como o nascimento dos filmes modernos de ficção científica.
Em 1930, austro-americano Josef von Sternberg dirigiu O Anjo Azul, que foi o principal primeiro filme sonoro alemão e trouxe fama mundial com a atriz Marlene Dietrich. O documentário impressionista Berlim: Sinfonia de uma Grande Cidade, dirigido por Walter Ruttmann, é um exemplo proeminente do gênero cidade sinfonia. A era nazista produziu principalmente filmes de propaganda, embora a obra de Leni Riefenstahl ainda tenha introduzido nova estética aos filmes. Durante os anos 1970 e 1980, os diretores Novo Cinema Alemão, como Volker Schlöndorff, Werner Herzog, Wim Wenders, Rainer Werner Fassbinder colocaram o cinema da Alemanha Ocidental novamente no cenário internacional, com seus filmes muitas vezes provocantes. Mais recentemente, filmes como Good Bye Lenin! (2003), Gegen die Wand (2004), Der Untergang (2004) e Der Baader Meinhof Komplex (2008) obtiveram sucesso internacional. O Oscar de melhor filme estrangeiro foi para a produção alemã Die Blechtrommel (O Tambor), em 1979, para Nowhere in Africa, em 2002, e para Das Leben der Anderen (A Vida dos Outros), em 2007.
O Festival de Berlim, realizado anualmente desde 1951, é um dos principais festivais de cinema do mundo. Um júri internacional coloca ênfase na representação de filmes de todo o mundo e prêmios aos vencedores com Ursos de Ouro e Prata. A cerimônia anual dos Prêmios do Cinema Europeu é realizada a cada dois anos na cidade de Berlim, onde a Academia de Cinema Europeu está localizada. Os estúdios Babelsberg, em Potsdam, são os mais antigos estúdios de cinema em grande escala no mundo e um centro de produção cinematográfica internacional.
O mercado televisivo da Alemanha é o maior da Europa, com aproximadamente 34 milhões de casas com TV. As muitas redes de televisão públicas regionais e nacionais estão organizadas de acordo com a estrutura política federal. Cerca de 90% dos lares alemães possuem TV a cabo ou por satélite, e os espectadores podem escolher entre uma variedade de canais abertos públicos e comerciais. Serviços de TV paga não se tornaram populares ou bem sucedidos enquanto as redes de televisão públicas ZDF e ARD oferecem um alcance de canais exclusivamente digitais.
O mercado literário alemão produz aproximadamente 60 mil novas publicações todo ano. Isso representa 18% de todos os livros publicados no mundo e coloca a Alemanha como o terceiro maior produtor de livros mundial. A Feira do Livro de Frankfurt é considerada a feira de livros mais importante no mundo para negócios e comércio internacional, e tem uma tradição que já dura mais de 500 anos.

### Culinária

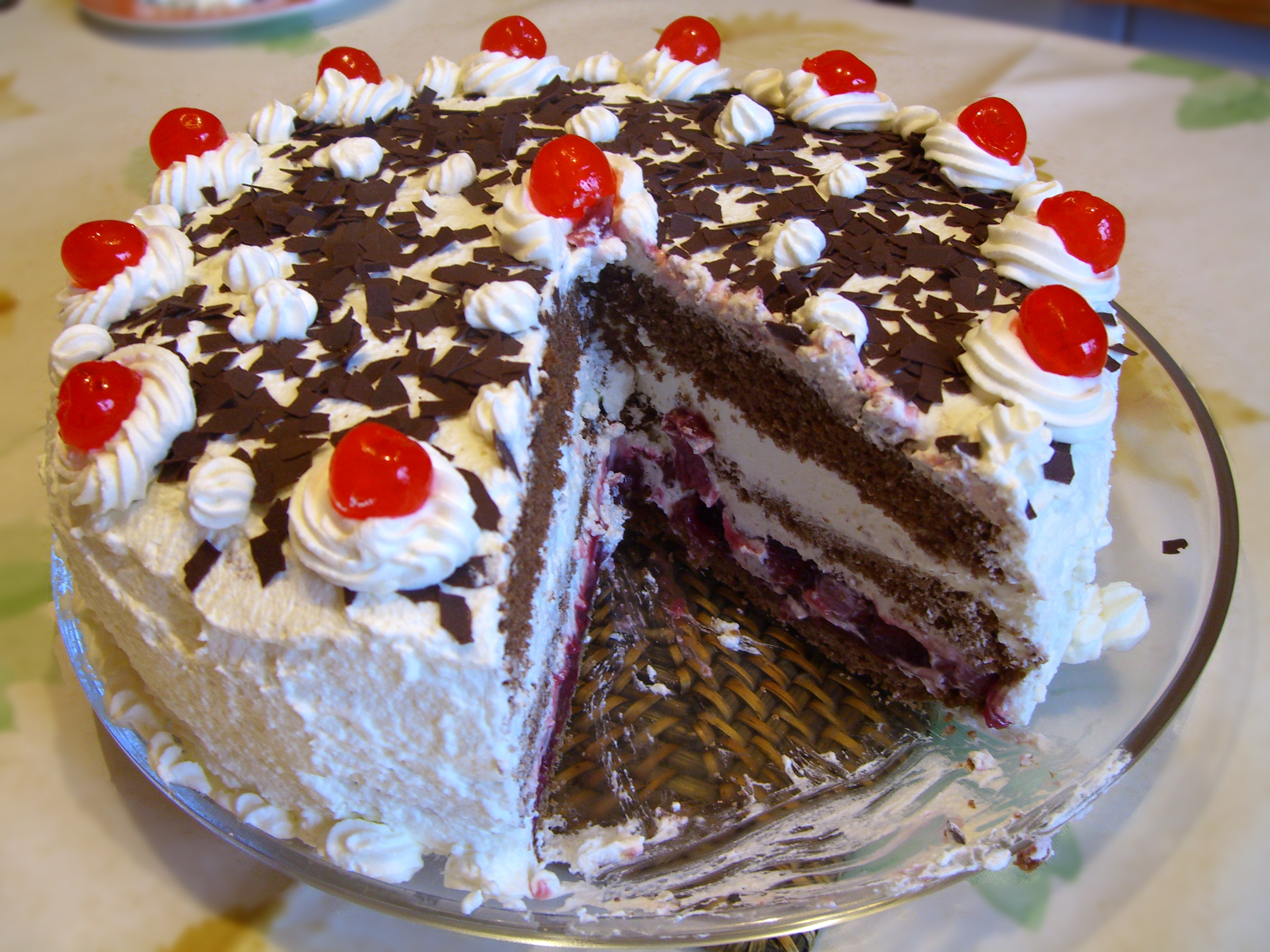
Bolo Floresta Negra, uma tradicional sobremesa alemã

A cozinha alemã varia de região para região. As regiões do sul da Baviera e Suábia, por exemplo, compartilham uma cultura culinária com a Suíça e com a Áustria. A carne de porco, bovina e de aves são as principais variedades de carne consumida na Alemanha, sendo a carne de porco a mais popular. Em todas as regiões, a carne é muitas vezes comida em forma de salsicha. Mais de 1 000  diferentes tipos de salsichas são produzidos na Alemanha. Alimentos orgânicos ganharam uma quota de mercado de cerca de 3,0%, e deverão aumentar ainda mais.
Apesar de vinho estar se tornando mais popular em muitas partes da Alemanha, a bebida alcoólica nacional é a cerveja. O consumo de cerveja alemã por pessoa está em declínio, mas, em 116 litros por ano, ele ainda está entre os mais altos do mundo. As variedades de cerveja incluem Alt, Bock, Dunkel, Kölsch, Lager, Malzbier, Pils e Weizenbier. Entre os 18 países ocidentais pesquisados, a Alemanha foi classificada na 14ª posição na lista de consumo per capita de refrigerantes em geral, enquanto o país ocupa o terceiro lugar no consumo de sucos de frutas. Além disso, a água mineral gaseificada e Schorle (esse misturado com suco de frutas) são muito populares na Alemanha.

### Esporte
|                                                                                       |  |                                                                                            |
| Vista aérea da Allianz Arena, em Munique. O futebol é o esporte mais popular do país. |  | Jogadores da Seleção Alemã de Futebol comemorando a vitória na Copa do Mundo FIFA de 2014. |

Os desportos formam uma parte integral da vida alemã. Vinte e sete milhões de alemães são membros de um clube desportivo e um adicional de doze milhões praticam tal atividade individualmente. Futebol é o desporto mais popular. Com mais de 6,3 milhões de membros oficiais, a Federação Alemã de Futebol (Deutscher Fußball-Bund) é a maior organização desportiva de seu tipo no mundo. A Bundesliga atrai a melhor média de público de qualquer liga desportiva profissional no mundo. A seleção nacional de futebol alemã venceu a Copa do Mundo da FIFA em 1954, 1974, 1990 e 2014, e o Campeonato Europeu de Futebol em 1972, 1980 e 1996. O país também sediou a Copa do Mundo da FIFA em 1974 e 2006, e o Campeonato Europeu de Futebol em 1988. Entre os mais bem sucedidos e renomados futebolistas estão: Fritz Walter, Franz Beckenbauer, Gerd Müller, Sepp Maier, Karl-Heinz Rummenigge, Jürgen Klinsmann, Lothar Matthäus, Oliver Kahn e Miroslav Klose. Outros desportos populares incluem handebol, voleibol, basquetebol, hóquei no gelo, e tênis.

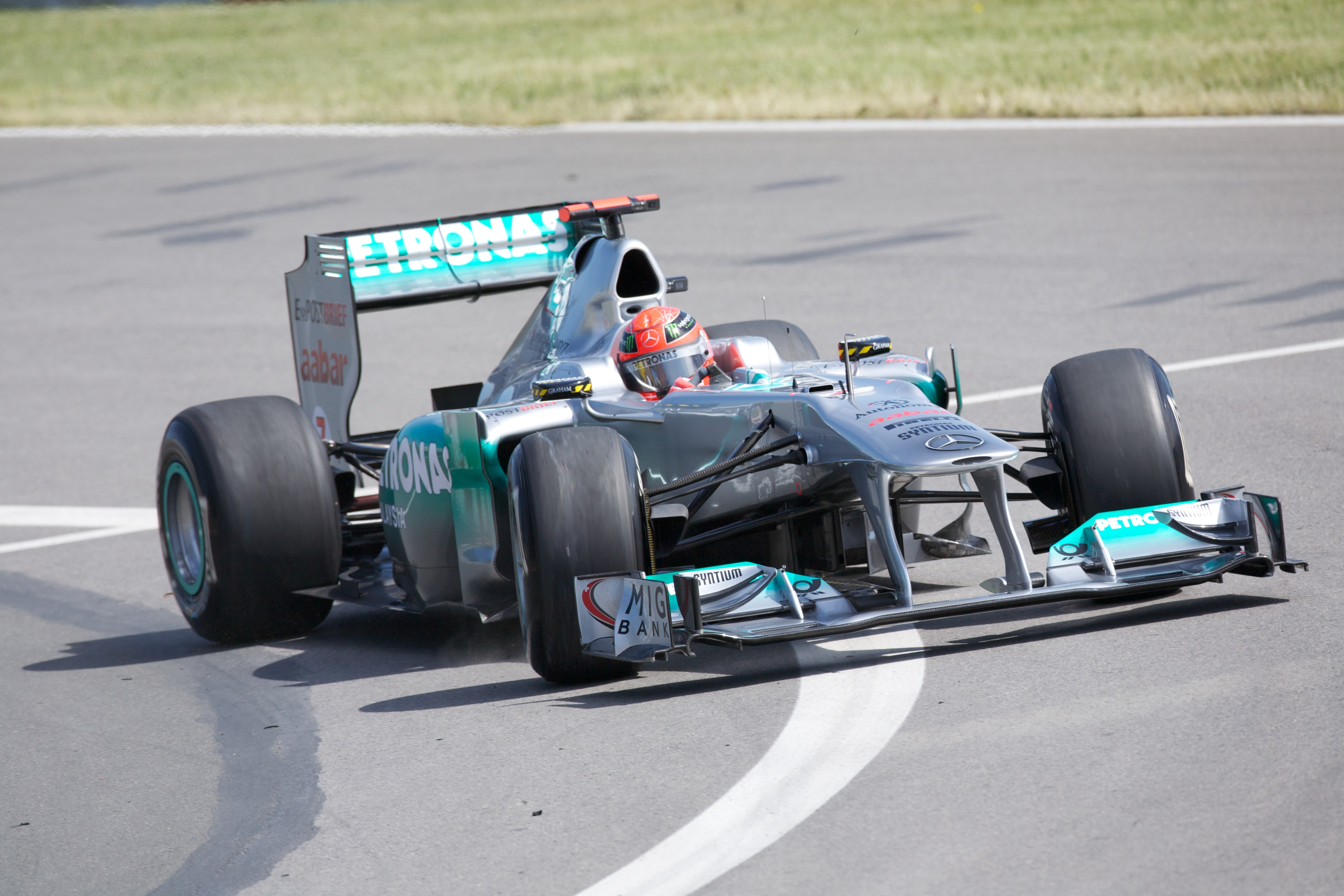
O piloto alemão Michael Schumacher no Mercedes MGP W02 durante o Grande Prêmio do Canadá de 2011

A Alemanha é um dos países líderes em corridas no mundo. Carros, equipes e pilotos vencedores de corridas surgiram da Alemanha. O mais bem sucedido piloto da Fórmula 1 na história, Michael Schumacher, estabeleceu os mais significantes recordes de sua modalidade durante sua carreira e é o segundo maior vencedor de corridas da história da Fórmula 1, atrás do inglês Lewis Hamilton, porém, Schumacher e Hamilton detém o mesmo número de títulos na categoria, ambos com 7 títulos mundiais, sendo os maiores campeões do esporte. Schumacher é um dos melhor pagos desportistas da história e tornou-se num atleta bilionário. Construtores como BMW Sauber F1 Team e Mercedes Grand Prix estão entre as principais equipes no patrocínio de corridas. Porsche venceu as 24 Horas de Le Mans, uma corrida anual de prestígio que acontece na França, em 16 ocasiões. A Deutsche Tourenwagen Masters é uma série popular na Alemanha. Atualmente o grande nome da Alemanha na Formula 1 é o piloto Sebastian Vettel, campeão das temporadas 2010, 2011, 2012 e 2013 pela equipe Red Bull Racing.
Historicamente, desportistas alemães têm sido alguns dos mais bem sucedidos participantes dos Jogos Olímpicos, classificado na terceira posição em um quadro de medalhas de todos os tempos dos Jogos Olímpicos, combinando as medalhas das Alemanhas Ocidental e Oriental. Nos Jogos Olímpicos de Verão de 2008, a Alemanha terminou em quinto no quadro de medalhas, enquanto nos Jogos Olímpicos de Inverno de 2006, eles terminaram em primeiro. O país organizou os Jogos Olímpicos de Verão duas vezes, em Berlim em 1936 e em Munique em 1972. Os Jogos Olímpicos de Inverno aconteceram na Alemanha em uma ocasião, em 1936 quando eles foram sediados nas cidades-irmãs de Garmisch e Partenkirchen, na Baviera.

### Feriados
| Data              | Nome em português               |
| ----------------- | ------------------------------- |
| 1 de janeiro      | Ano Novo                        |
| 6 de janeiro      | Epifania                        |
| Março ou abril    | Sexta-feira santa               |
| Março ou abril    | Páscoa                          |
| 1 de maio         | Dia do Trabalho                 |
| Maio ou junho     | Ascensão de Cristo Dia dos Pais |
| Maio ou junho     | Pentecostes                     |
| Maio ou junho     | Corpo de Deus                   |
| 3 de outubro      | Dia da Unidade Alemã            |
| 31 de outubro     | Festa da Reforma                |
| 1 de novembro     | Dia de Todos-os-Santos          |
| 25-26 de dezembro | 1.º e 2.º dias de Natal         |